# Singapur
Singapur (ang. Singapore, chiń. 新加坡, malajski Singapura, tamil. சிங்கப்பூர), oficjalnie Republika Singapuru (ang. Republic of Singapore, chiń. 新加坡共和国, malajski Republik Singapura, tamil. சிங்கப்பூர் குடியரசு) – miasto-państwo w Azji Południowo-Wschodniej, położone na wyspie Singapur oraz kilkudziesięciu mniejszych wyspach, w pobliżu południowego krańca Półwyspu Malajskiego. Został założony przez Brytyjczyków w 1819 i uzyskał niepodległość 9 sierpnia 1965 roku. Jego nazwa pochodzi od dwóch sanskryckich słów: simha (lew) i pura (miasto), stąd niekiedy stosowana nazwa Miasto Lwa. Wizerunek posągu Merlion jest znanym symbolem Singapuru, używanym do 1997 jako logo przez tutejszą izbę turystyki.
Singapur jest siedzibą APEC i należy do takich organizacji jak: Azjatycki Bank Rozwoju, Międzynarodowa Agencja Energii Atomowej, Międzynarodowa Organizacja Pracy, Międzynarodowy Bank Odbudowy i Rozwoju, Międzynarodowy Fundusz Walutowy, Organizacja Narodów Zjednoczonych, Stowarzyszenie Narodów Azji Południowo-Wschodniej, Światowa Organizacja Handlu. Cechuje się on dużym pluralizmem religijnym, a główną grupą etniczną są Chińczycy. Jest to jeden z największych portów i centrów finansowych świata.

## Historia
Singapur został wydzierżawiony w 1819 roku jako placówka handlowa od sułtanatu Johor przez Brytyjską Kompanię Wschodnioindyjską. W 1826 roku Brytyjczycy kupili Singapur od sułtana. Był odtąd wykorzystywany głównie jako baza morska. Od 1867 stanowił część brytyjskich kolonii zwanych Straits Settlements. Po I wojnie światowej Singapur stał się najważniejszą brytyjską bazą wojskową na Dalekim Wschodzie. Zaprojektowany tak, aby mógł oprzeć się atakom morskim, w lutym 1942 roku został zaatakowany i 15 lutego zdobyty przez Japończyków od strony lądu, a następnie był przez nich okupowany do września 1945 roku. W 1946 Singapur stał się oddzielną kolonią brytyjską, a pełną autonomię uzyskał w 1959 roku. Na czele rządu stanął Lee Kuan Yew. W 1962 roku rząd Singapuru wsparł rebelię w Brunei. W 1963 Singapur przystąpił do Federacji Malezji, ale już w sierpniu 1965 roku został wydalony wskutek głosowania parlamentarnego stosunkiem głosów 126 za, 0 przeciw. Niepodległa Republika Singapuru, należąca do brytyjskiej Wspólnoty Narodów, została utworzona 9 sierpnia 1965 roku. W tym samym roku Singapur został członkiem ONZ.
Partia Akcji Ludowej zdobywała wszystkie miejsca w parlamencie w wyborach 1968–1980. Wśród członków założycieli przeważały sympatie lewicowe, a część z nich sympatyzowała z komunizmem, dość szybko partia przeszła jednak na pozycje prawicowe. Pod przywództwem Lee Kuan Yewa Singapur szybko się rozwijał jako port przeładunkowy i centrum finansowe dla nowych, produkujących na eksport, gałęzi przemysłu. Dzisiaj jego mieszkańcy cieszą się najwyższym poziomem życia w Azji, poza Japonią i Brunei. Na początku lat 80., w wyniku spowolnienia wzrostu gospodarczego, ujawniła się opozycja wobec reżimu Lee Kuan Yew, a poparcie dla Partii Akcji Ludowej spadło. W 1984 roku po raz pierwszy dwa miejsca w parlamencie zdobyli deputowani opozycyjni. W wyborach powszechnych w 1988 roku Partia Akcji Ludowej odniosła zwycięstwo. W 1990 roku Lee Kuan Yew ustąpił ze stanowiska premiera, przekazując je swojemu zastępcy Goh Chok Tongowi, ale zachował wysokie stanowisko w gabinecie. W 1992 roku zrezygnował też z kierowania partią, zastąpił go tam Goh Chok Tong. W 1993 roku Ong Teng Cheong został wybrany na prezydenta w pierwszych wyborach powszechnych. W 1999 roku prezydentem został polityk pochodzenia hinduskiego, S.R. Nathan. W wyborach do parlamentu w 2001 roku zwycięstwo odniosła rządząca Partia Akcji Ludowej, na stanowisku premiera został Goh Chok Tong. W tym samym roku na skutek azjatyckiego kryzysu ekonomicznego rozpoczęła się recesja. W 2004 nowym szefem rządu został Lee Hsien Loong, syn Lee Kuan Yewa. 23 marca 2015 zmarł Lee Kuan Yew. 15 maja 2024 czwartym w historii szefem rządu został Lawrence Wong.

## Warunki naturalne

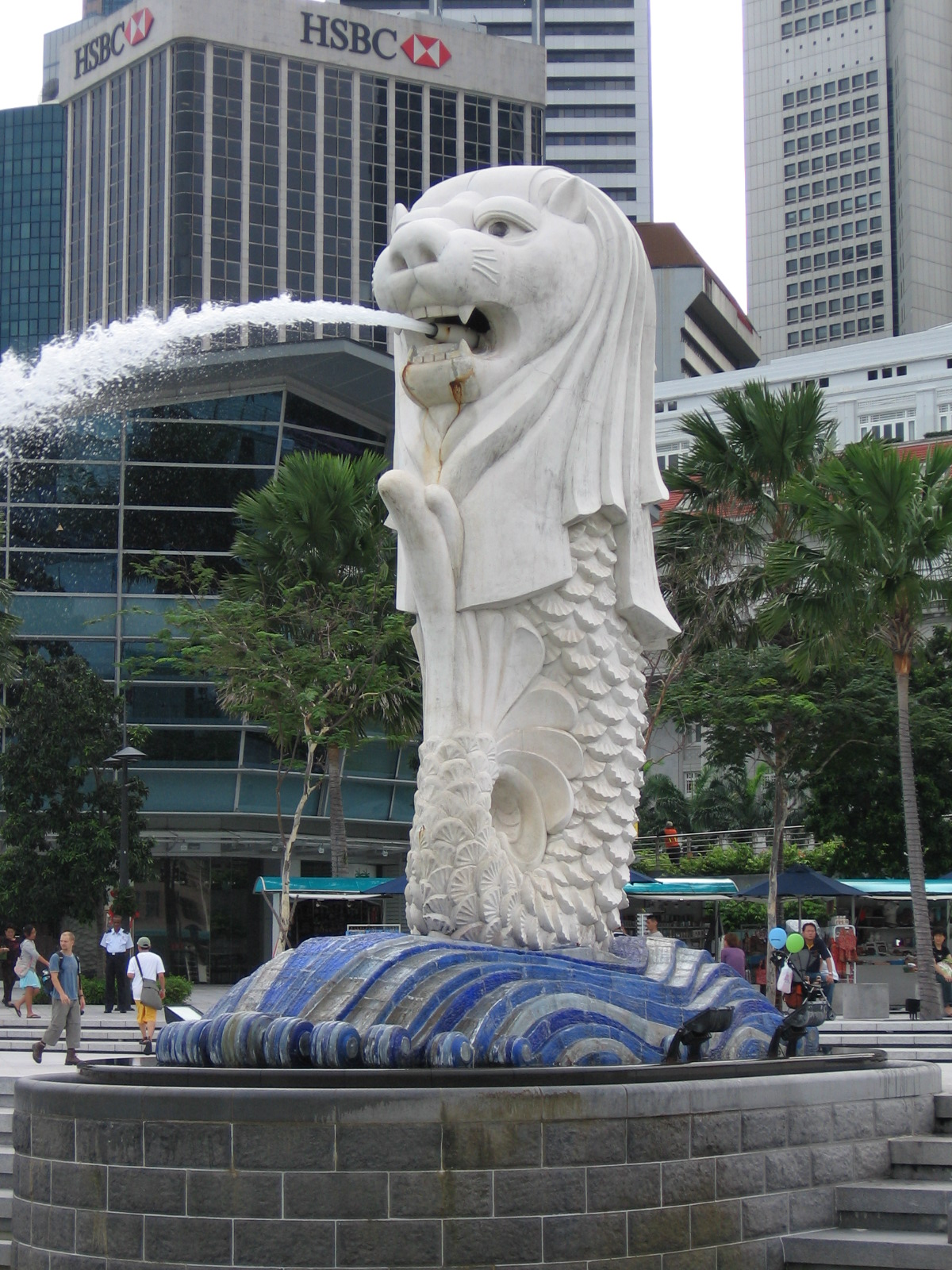
Merlion – symbol narodowy Singapuru

Państwo Singapur położone jest na wyspie Singapur o powierzchni 576 km² wraz z 60 otaczającymi wysepkami otoczonymi w większości rafą koralową. Powierzchnia lądowa Singapuru ulega stałemu wzrostowi na skutek prac prowadzonych nad pozyskaniem lądu od morza. Są one również źródłem zatargu z sąsiednią Malezją. Z Półwyspem Malajskim wyspa Singapur połączona jest za pomocą grobli (grobla Johor-Singapur) w północnej części wyspy oraz mostem Tuas Second Link w jej zachodniej części. Inne większe wyspy to: Tekong (17,9 km²), Sentosa i Bukum. Wyspa jest nizinna, średnia wysokość wyspy Singapur to 17 metrów. Najwyższym szczytem jest Timah, mierzący 177 m n.p.m. Wnętrze wyspy Singapur tworzą skały granitowe, jednak na przeważającym obszarze wyspy, a także na pozostałych wyspach, rozciąga się płaska nizina aluwialna. Singapur posiada gęstą sieć bardzo krótkich rzek (najdłuższa to Seletar, mająca 16 km długości).
Singapur omywają ciepłe wody cieśnin Malakka i Singapurskiej, łączących Morze Andamańskie z Morzem Południowochińskim, oraz cieśniny Johor, która wąskim, zaledwie dwukilometrowym pasem oddziela kraj od Półwyspu Malajskiego. Większość wysp otaczają rafy koralowe.
Dawniej wyspę porastały wilgotne lasy równikowe i zarośla namorzynowe rozciągnięte wzdłuż wybrzeży oraz na brzegach rzek. Wykarczowano je jednak pod zabudowę gwałtownie rozwijającego się miasta-państwa. Współcześnie pozostałości tej naturalnej roślinności zajmują zaledwie 5% powierzchni kraju i w większości są chronione w rezerwatach. Ogólnie jednak terenów zadrzewionych w Singapurze jest aż 29,3%, co jest najlepszym wynikiem na świecie wśród wielkich miast. Charakterystycznym dla Singapuru zwierzęciem jest makak – małpa wąskonosa. Na wyspach Ubin i Tekong ostoję znalazł największy singapurski ssak – dzika świnia. Ponadto w całym kraju żyje wiele ptaków, gadów (m.in. pytony), ponad 350 gatunków motyli, a w przybrzeżnych wodach liczne gatunki ryb i skorupiaków.
Singapur leży 137 km na północ od równika. Kraj leży w strefie klimatu wybitnie wilgotnego, według klasyfikacji klimatów Köppena jest to tropikalny klimat lasów deszczowych (Af). Średnia suma wysokich, rozłożonych równomiernie w ciągu roku opadów wynosi 2500 mm. Temperatura powietrza jest prawie cały czas taka sama – w styczniu wynosi średnio 25 stopni Celsjusza, a w czerwcu 27. W czasie zimowego monsunu wiatry wieją z północy i północnego wschodu, a podczas letniego odwrotnie – z południa i południowego zachodu.

## Demografia

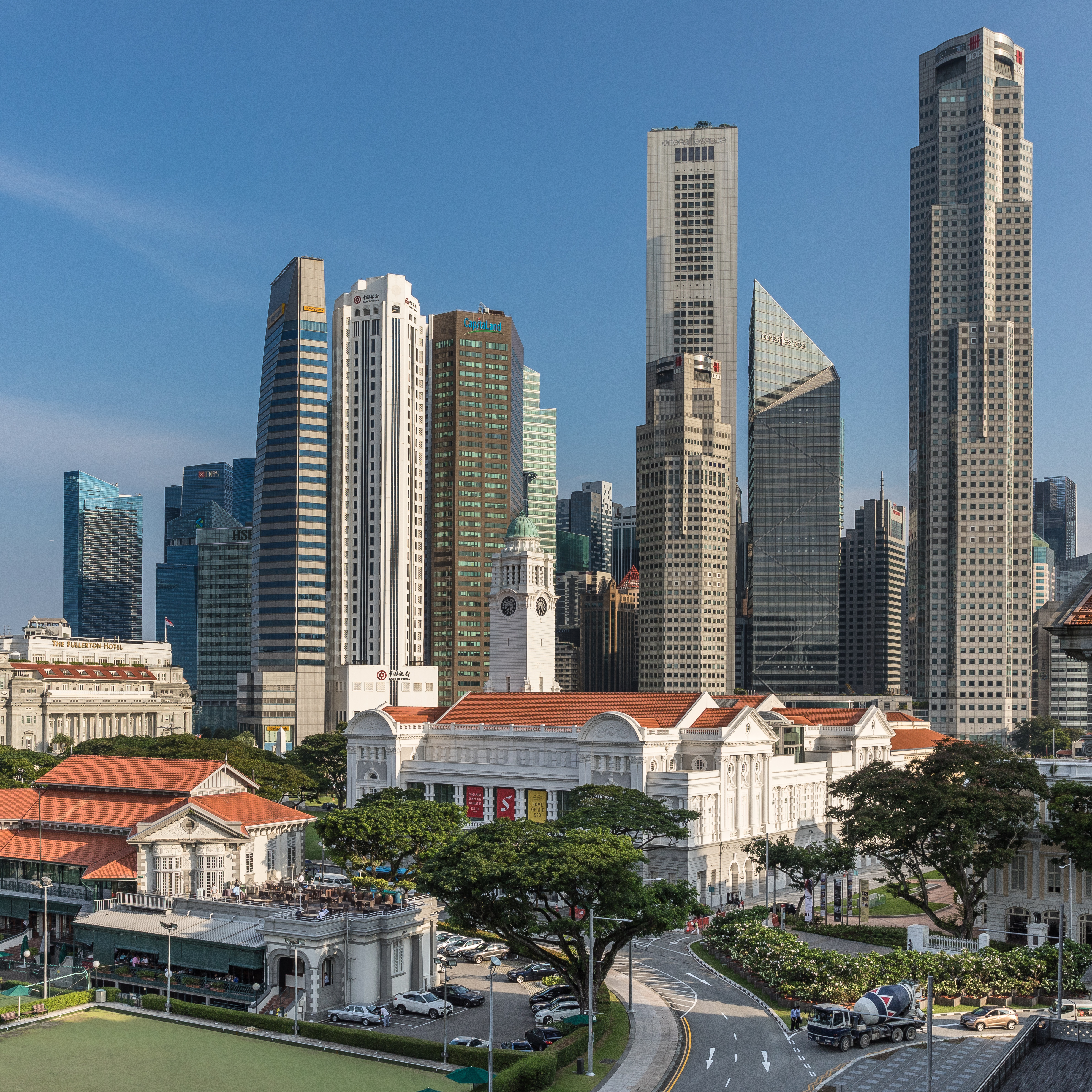
Dzielnica biznesowa (Central Business District), na pierwszym planie budynek dawnego parlamentu

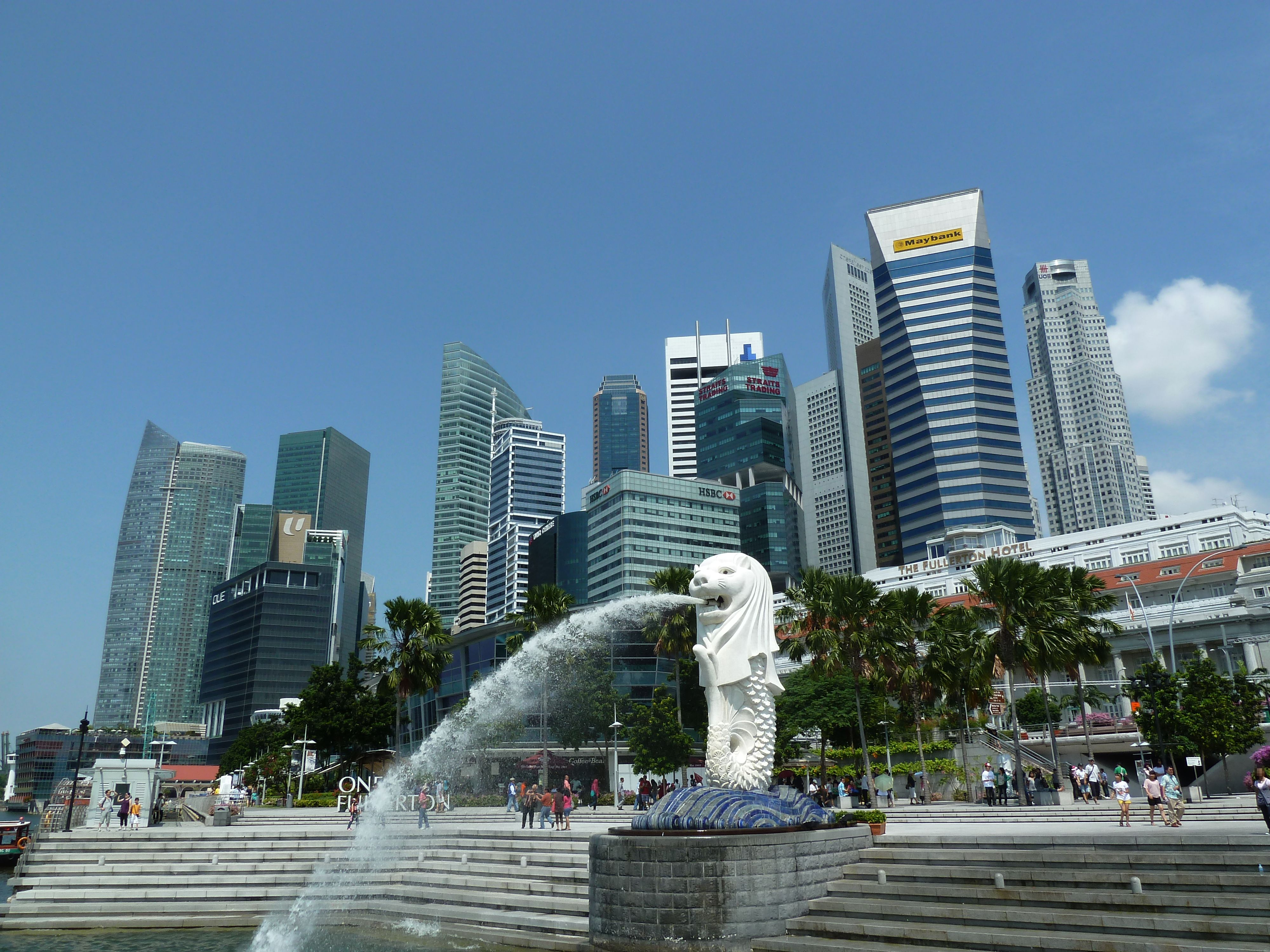
Widok na Singapur z Marina Bay (zatoka Marina)

Po Monako Singapur jest drugim najgęściej zaludnionym państwem świata. Większość mieszkańców zamieszkuje wyspę Singapur, na pozostałych wysepkach mieszka niespełna kilkanaście tysięcy osób.
Liczba ludności (2012): 5 353 494 mieszkańców.
Singapur jest państwem bardzo zróżnicowanym pod względem etnicznym. Zgodnie ze spisem powszechnym przeprowadzonym w 2000 roku, największe grupy etniczne zamieszkujące Singapur mają pochodzenie:
- chińskie: 76,8%,
- malajskie: 13,9%,
- hinduskie: 7,9%,
- inne: 1,4%.

Za języki ojczyste uważane są:
- mandaryński: 35%,
- angielski 23%,
- malajski 14,1%,
- hokkien 11,4%,
- kantoński 5,7%,
- teochew 4,9%,
- tamilski 3,2%,
- inne dialekty chińskie: 1,8%,
- inne 0,9%.

Singapur jest również mieszanką wyznaniową. 16,4% stanowią bezwyznaniowcy, a jako główne wyznania można wymienić:
- buddyzm – 33,9%,
- chrześcijaństwo – 18,2%,
  - protestantyzm – 10,8%
  - katolicyzm – 7,1%
- islam – 14,3%,
- hinduizm – 5,2%,
- tradycyjne religie plemienne – 2,3%,
- inne – 9,7% (gł. taoizm).

## Podział administracyjny i podział urbanistyczny
Od 24 listopada 2001 roku Singapur jest podzielony dla celów administracyjnych na 5 regionów (ang. districts):
- Region Singapur Centralny
- Region Północno-Wschodni
- Region Północno-Zachodni
- Region Południowo-Wschodni
- Region Południowo-Zachodni.

Regiony administracyjne są z kolei podzielone na 55 dzielnic. Każdy region jest prowadzony przez swojego mera i Radę Rozwoju Miejscowego (ang.: Community Development Council). Rady te wszczynają, planują i nadzorują miejscowe przedsięwzięcia mające na celu promocję miejscowej zgody i spójności socjalnej. Ich oficjalne nazwy to:
- Central Singapore Community Development Council
- North East Community Development Council
- North West Community Development Council
- South East Community Development Council
- South West Community Development Council

Oprócz podziału administracyjnego, szeroko stosowany jest podział urbanistyczny na rejony, pierwotnie wdrożony w celu planowania przestrzenno-gospodarczego, ale obecnie także stosowany w cenzusie i przez inne władze rządowe. Rejony urbanistyczne cieszą się większą popularnością od podziału administracyjnego i stanowią de facto podział Singapuru. Rejony urbanistyczne Singapuru to:
- Region Centralny (jasnobrązowy)
- Region Północny (jasnoróżowy)
- Region Północno-Wschodni (biało-żółty)
- Region Wschodni (pomarańczowy)
- Region Zachodni (beżowy).

1. ↑  Centralny region przeznaczony jest dla rekreacji, ochrony i przywracania lasów, a także jest miejscem, w którym zlokalizowano ogród zoologiczny.
2. ↑  Zachodni region zawiera poligon przeznaczony do ostrego strzelania.
3. ↑  Dwa wydzielone obszary zawierające zbiorniki wodne zasilane deszczami, lecz służące także innym celom.

## System polityczny
Singapur jest republiką należącą do Brytyjskiej Wspólnoty Narodów. W 1959 roku wprowadzono konstytucję, którą wielokrotnie modyfikowano (ostatni raz w 1996). Władzę sprawuje prezydent wybierany w wyborach powszechnych na 6 lat, parlament jest jednoizbowy i składa się ze 101 członków wybieranych na 5-letnią kadencję. Udział w wyborach jest obowiązkowy dla mieszkańców Singapuru. Singapur jest krajem autorytarnym kierowanym przez Partię Akcji Ludowej (działająca od 1954 roku). Opozycja zazwyczaj nie wprowadza swoich kandydatów do parlamentu. Prawo wyborcze wymaga od kandydatów na posłów depozytu w wysokości 6,5 tys. dolarów, przepadającego, jeśli dana osoba nie uzyska poparcia większego niż 12,5%. Ważniejsze partie opozycyjne to: Partia Robotnicza (powstała w 1957 r.), Singapurski Sojusz Demokratyczny (powstała w 2001 r.) i Demokratyczna Partia Singapuru (powstała w 1980 r.). W wyborach parlamentarnych z 2020 roku Partia Akcji Ludowej uzyskała 61% poparcia (w 2001 – 75%, w 2006 – 67%, w 2011 – 60%, w 2015 – 70%).
Pierwszym premierem kraju został Lee Kuan Yew rządzący w latach 1959–1990. Władzę po nim objął Goh Chok Tong, sprawujący urząd do 2004 roku. 2004–2024 roku urząd premiera sprawuje Lee Hsien Loong, najstarszy syn Lee Kuan Yewa. Od 2024 roku urząd premiera sprawuje Lawrence Wong.
W 1965 roku utworzono urząd prezydenta, który objął Encik Yusof bin Ishak. Urząd ten sprawowali później kolejno: Yeoh Ghim Seng (pełniący tymczasowo obowiązki; 1970–1971), Benjamin Henry Sheares (1971–1981), Yeoh Ghim Seng (pełniący obowiązki; 1981), Devan Nair (1981–1985), Wee Chong Jin (pełniący obowiązki; 1985), Yeoh Ghim Seng (pełniący obowiązki; 1985), Wee Kim Wee (1985–1993), Ong Teng Cheong (1993–1999), S.R. Nathan (1999–2011), Tony Tan Keng Yam (2011–2017), J.Y. Pillay (pełniący obowiązki; 2017), Halimah Yacob (2017-2023) Tharman Shanmugaratnam (od 2023).

## Prawo

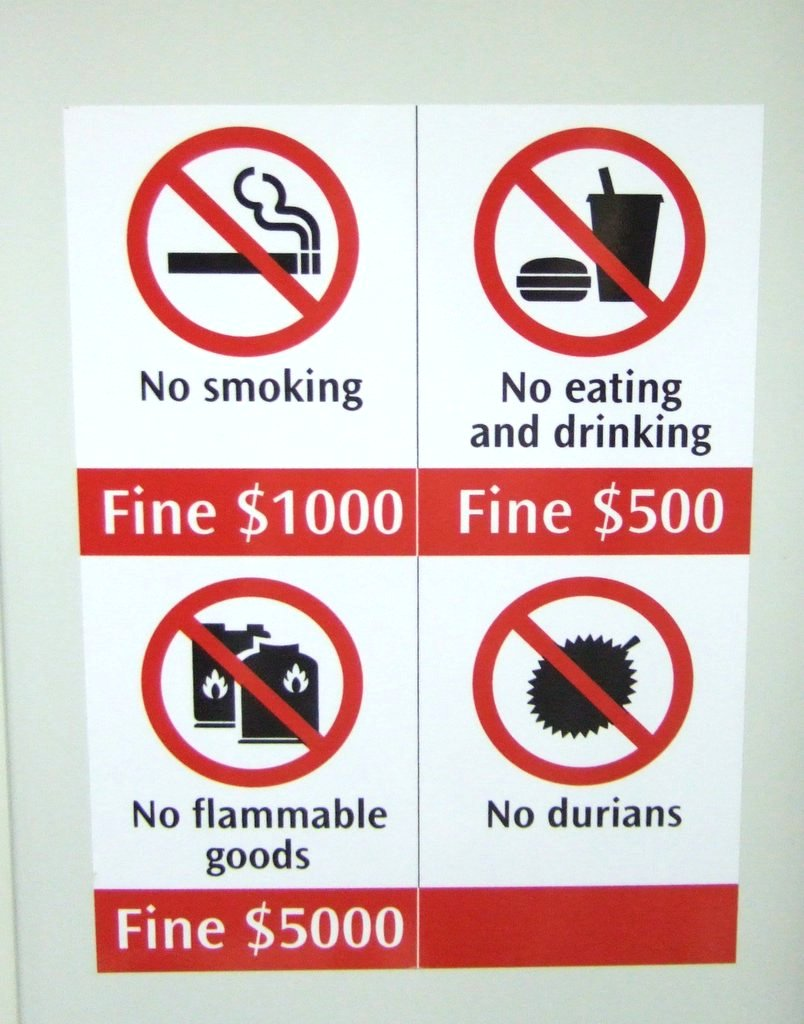
Kary za wykroczenia w transporcie zbiorowym

Singapur jest znany z surowego prawa. Kara śmierci jest wykonywana za morderstwo, piractwo, posiadanie narkotyków, asystowanie przy samobójstwie osoby poniżej 18. roku życia, gwałt, dążenie do wojny, korupcję wśród wysokich urzędników oraz za przestępstwa przeciwko prezydentowi Singapuru. Wykonuje się ją poprzez powieszenie. Kara śmierci jest wykonywana regularnie, co więcej jej wykonywanie przyspieszyło (w 2024 powieszono 9 mężczyzn, w 2023 powieszono 5 osób). Prawo singapurskie zezwala na wykonywanie kary śmierci na cudzoziemcach, przez co często dochodzi do sporów pomiędzy Singapurem a innymi krajami. W 2005 roku skazano Malezyjczyka Shanmugam Murugesu oraz Australijczyka pochodzenia wietnamskiego Van Tuong Nguyena. W 2009 roku skazano na śmierć Malezyjczyka Young Vui Konga (aresztowanego w 2007), którego skazano za posiadanie ok. 47 gramów heroiny. W 2013 roku wyrok zamieniono na dożywotnie więzienie i 15 uderzeń kijem. Malezyjczyk był pierwszym cudzoziemcem, któremu umorzono egzekucję w Singapurze. Kara śmierci cieszy się w wysokim stopniu akceptacją społeczeństwa.
Za posiadanie nawet małych ilości narkotyków grozi kara śmierci. Surowe prawo miało z założenia zapobiec problemowi narkomanii przy bliskim położeniu Złotego Trójkąta oraz przy dużym przeładunku towarów na międzynarodowych lotniskach.

### Kara chłosty
W Singapurze istnieje kara chłosty (nazywana caning, od ang. cane – laska, trzcina), która została wdrożona w okresie brytyjskiego kolonializmu. Obejmuje ona ponad 30 przewinień, w tym m.in. za włamanie, wandalizm czy porwanie. Prawo nie przewiduje wyłączeń dla turystów.
Na chłostę skazani mogą zostać osoby płci męskiej między 10. a 50. rokiem życia, których zdrowie pozwala na odbycie takiej kary. Kobiety i mężczyźni powyżej 50 roku życia nie podlegają karze chłosty. W przypadku mężczyzn, którzy przekroczyli granicę wieku pozwalającego na przeprowadzenie chłosty, sędzia może nałożyć dodatkową karę do 12 miesięcy pozbawienia wolności. 
Singapurskie prawo dopuszcza stosowanie kar cielesnych w szkole – wobec chłopców – w przypadku gdy wszystkie inne metody dyscyplinowania zostały wyczerpane.
Maksymalna ilość uderzeń w ciągu doby wynosi 24 w przypadku dorosłych i 10 w przypadku nieletnich.
Skazany na karę chłosty jest przywiązywany do stelaża. Zakłada się mu ochraniacz na nerki. Rózga mierzy ok. 120 cm długości i 1,3 cm grubości, jest elastyczna, a szybkość uderzenia wynosi do 160 km/h. W przypadku chłopców poniżej 16 roku życia stosuje się lżejszy rattan. Chłosta ma na celu wywołać jak największy ból skazanemu przy jak najmniejszym uszczerbku na zdrowiu. Aby zmniejszyć rany, rózga jest moczona w wodzie, aby skazany nie odniósł ran w wyniku drzazg. Rany po chłoście ulegają zagojeniu w ciągu kilku tygodni, jednak blizny pozostają widoczne do końca życia. 
Skazani nie są informowani o dacie wykonania wyroku. W 2012 roku ponad 2,5 tys. osób skazano na wychłostanie (głównie nielegalnych imigrantów). W 2015 roku skazano na karę chłosty dwóch niemieckich turystów, którzy zdewastowali wagony singapurskiej kolei.

### Kary pieniężne
W Singapurze istnieją liczne zakazy karane wysokimi mandatami pieniężnymi. Obok karania za palenie papierosów w miejscach publicznych czy rozmowę przez telefon komórkowy w czasie jazdy można otrzymać mandat m.in. za plucie, niespłukanie wody w ubikacji czy spacerowanie po swoim mieszkaniu nago. Dużo kontrowersji sprawił wprowadzony w 1992 roku zakaz żucia gum. Rząd tłumaczył swoją decyzję niszczeniem aut, pociągów i budynków poprzez przylepianie do nich gum oraz paraliżem komunikacji w metrze (przylepiane gumy blokowały drzwi, uniemożliwiając wejście do pociągu). Sprawa gumy do żucia przerodziła się w spór pomiędzy Singapurem a Stanami Zjednoczonymi, gdyż przepis ten był wbrew porozumieniom o wolnym handlu. W 2002 roku w Singapurze zezwolono na żucie gumy pozbawionej cukru w celach leczniczych (do kupna gumy wymagana jest recepta). W 2004 roku wprowadzono zakaz wwożenia na teren państwa gumy. Obecnie zabronione są także sprzedaż i zakup gumy na terenie Singapuru. Za złamanie zakazu grozi mandat w wysokości 1000 dolarów.

## Gospodarka
Singapur jest najbardziej, po Japonii, rozwiniętym państwem Azji. Ze względu na gwałtowny rozwój gospodarczy od czasów II wojny światowej zalicza się go do „azjatyckich tygrysów”. Sukces gospodarczy Singapur zawdzięcza stabilizacji politycznej, częściowemu planowaniu gospodarczemu, zachęcaniu firm zagranicznych do inwestowania w kraju (dzięki niskim podatkom dla firm w Singapurze działa ponad 3000 zagranicznych przedsiębiorstw), stałemu unowocześnianiu transportu i przemysłu oraz dogodnemu położeniu. Ważną rolę pełni jednak na przykład A*STAR (Agency for Science, Technology and Research), państwowa instytucja, zajmująca się wspieraniem rozwoju przemysłu wysokich technologii. Inną dziedziną znajdującą się pod kontrolą państwa jest polityka mieszkaniowa. Standard życia Singapurczyków jest na niezwykle wysokim poziomie. Singapur jest czwartym finansowym centrum świata po Londynie, Nowym Jorku i Tokio.
Pod względem PKB jest w światowej czołówce. W latach 70. kraj rozwijał się na poziomie 9%, w latach 80. – 8%, 6% na początku lat 90. W 1993 roku Singapur osiągnął wzrost gospodarczy 10%, ale w kolejnych latach spadł do poziomu z początku lat 90. Kryzys gospodarczy z lat 1997–1998 uderzył w Singapur w 2001 roku, kiedy to gospodarka skurczyła się o –2,2%. W 2007 roku wzrost gospodarczy wyniósł 7,7%. W 2010 roku Singapur przeżywał kolejny boom gospodarczy. W wyniku boomu gospodarczego wzrost w skali rocznej wyniósł 17,9% (obecnie wzrost wynosi 0,1%). Na początku lat 60. PKB na osobę wynosił ok. 600 dolarów, zaś w 2013 roku PKB na osobę wynosił ponad 61 tys. dolarów. Inflacja wynosi 1%, zaś bez pracy jest 3,1% mieszkańców Singapuru.
W przemyśle pracuje 24% osób czynnych zawodowo, a w rolnictwie 0,2%. Pozostałe osoby czynne zawodowo pracują w sektorze usługowym.
Stawka podatku dochodowego dla mieszkańców jest uzależniona od ich dochodu i wynosi pomiędzy 0% a 22%. W kraju nie istnieje płaca minimalna.

### Usługi
Podstawą gospodarki są usługi wytwarzające 68,7% PKB. Budownictwo i przemysł wytwarzają 31,2%, a rolnictwo 0,1%. Singapur jest największym ośrodkiem finansowym, handlowym i bankowym w Azji Południowo-Wschodniej. Działa tutaj 170 banków, z czego ok. 120 zagranicznych oraz 80 towarzystw ubezpieczeniowych. Singapur to centrum wolnocłowego handlu, największa na świecie giełda kauczuku, przypraw korzennych i cyny.

### Przemysł
W Singapurze najbardziej rozwiniętą gałęzią przemysłu jest przemysł elektroniczny. W Singapurze wytwarza się rocznie połowę światowej produkcji dysków twardych. Na wysokim poziomie stoją przemysł precyzyjny, rafineryjny, chemiczny (leki, tworzywa sztuczne, wyroby gumowe), maszynowy (urządzenia do wydobywania cyny), mechaniczny i stoczniowy. Singapur zaraz po Rotterdamie i Houston jest najważniejszym ośrodkiem przemysłu rafineryjnego, 5 rafinerii przetwarza ropę importowaną z Arabii Saudyjskiej, Iranu, Malezji i Indonezji.

### Rolnictwo
Grunty orne zajmują 1,4% powierzchni Singapuru. Uprawia się warzywa, kauczukowca, palmę kokosową, bataty, maniok, owoce (głównie ananasy) i kwiaty (przeznaczone na eksport). Rozwinęła się hodowla ryb, głównie akwariowych (z przeznaczeniem na eksport).

### Turystyka

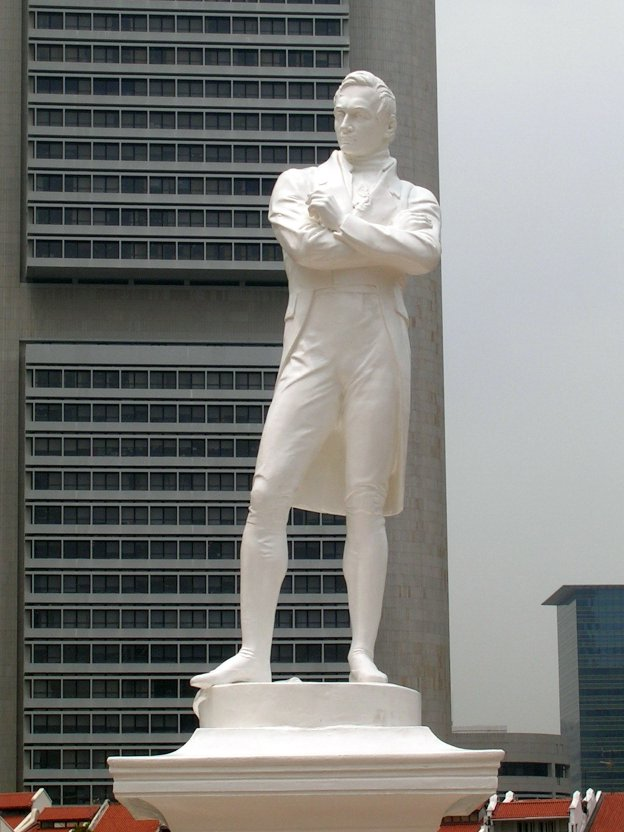
Statua Thomasa Stamforda Rafflesa

W zabudowie Singapuru przeważają wieżowce. Sercem miasta jest stara dzielnica kolonialna. Znajdują się tu gmachy rządowe, kościoły, hotele, kluby sportowe, luksusowe domy mieszkalne oraz nowoczesne drapacze chmur. Do zabytków z czasów kolonialnych należą odlana z brązu statua Thomasa Stamforda Rafflesa, neogotycka katedra św. Andrzeja i budynek ratusza. W mieście istnieje wiele świątyń buddyjskich, taoistycznych, hinduistycznych i meczetów. Interesujące zbiory sztuki azjatyckiej i europejskiej można zobaczyć w kilku muzeach (Narodowym, Sztuki i Azjatyckim).
Pomimo gęstej i systematycznie rozrastającej się zabudowy w Singapurze znajdują się miejsca wypoczynkowe. Na park rozrywki zamieniono jedną z wysp – wyspę Sentosa. Zbudowano na niej oceanarium, w którym można m.in. odbyć spacer przeszklonym korytarzem umieszczonym pod jednym z głównych akwariów. Na wyspie istnieją także wodny park rozrywki, ogród botaniczny oraz muzeum motyli, w którym można obejrzeć około 60 gatunków żywych okazów. Na wschodnim wybrzeżu głównej wyspy znajduje się także krokodylarium, w którym żyje ponad 1800 krokodyli pochodzących z Azji, Afryki i Stanów Zjednoczonych.
Jest to miasto, gdzie intensywna zabudowa kontrastuje z bujną zielenią rozlicznych parków. Do najchętniej odwiedzanych należą takie miejsca, jak ogrody botaniczne czy bukit timah (z najwyższym wzniesieniem w Singapurze). Dodatkowo do Singapuru należy niewielka wyspa Pulau Ubin (wschód Singapuru, nieopodal lotniska), która nie została poddana procesom modernizacji i jest w zasadzie jedynym skrawkiem singapurskiej ziemi o charakterze wiejsko-rolniczym. Pulau Ubin jest dosyć popularnym miejscem wycieczek rowerowych i spacerów.
Olbrzymią popularnością cieszą się ogrody botaniczne wpisane w 2015 na listę światowego dziedzictwa UNESCO. Olbrzymią atrakcję turystyczną stanowią także otwarte w 2012 i zajmujące ponad 100 ha powierzchni Ogrody nad Zatoką (Gardens by the Bay).
W 2015 kraj ten odwiedziło 12,052 mln turystów (1,6% więcej niż w roku poprzednim), generując dla niego przychody na poziomie 16,743 mld dolarów. W 2018 Singapur odwiedziło 14,47 mln turystów z całego świata – był piątym najczęściej odwiedzanym miastem świata.

### Transport i łączność
Port w Singapurze jest drugim co do wielkości portem na świecie pod względem przeładunku kontenerów (większy znajduje się w Szanghaju). W 2005 roku przeładowano 423 mln t ładunków. Do portu łącznie zawija ok. 130 tys. statków rocznie. Flota handlowa Singapuru składa się z 1063 statków o łącznej nośności 49,7 mln DWT (2006). W Singapurze znajduje się największe w Azji Południowo-Wschodniej lotnisko. Łącznie w Singapurze działa 9 lotnisk (Paya Lebar i Changi obsługują międzynarodowe połączenia), obsługujących ok. 30 mln osób rocznie. W Singapurze działa ponad 70 towarzystw lotniczych oferujących połączenia do 175 miast w 55 państwach. W Singapurze znajduje się 3,2 tys. km dróg samochodowych (2004) oraz ok. 40 km linii kolejowej łączącej Singapur z Malezją. Połączenia promowe działają na wszystkich zamieszkanych wyspach. Na wyspie Sentosa znajduje się kolej linowa. W 2005 było 1,8 mln abonentów telefonii stacjonarnej. W użyciu było prawie 4,5 mln telefonów komórkowych.

### Handel
W 2005 roku wartość eksportu wyniosła 230 mld USD, a importu 200 mld USD. Eksportuje się przede wszystkim maszyny i urządzenia elektroniczne, dobra konsumpcyjne, produkty ropopochodne. Importuje się aparaturę telekomunikacyjną, maszyny, ropę naftową i żywność. Singapur handluje głównie z Malezją, Indonezją, Stanami Zjednoczonymi i Chinami.

### Emisja gazów cieplarnianych
Łączna emisja równoważnika dwutlenku węgla z obszaru Singapuru wyniosła w 1990 roku 33,617 Mt, z czego 31,607 Mt stanowił dwutlenek węgla. W przeliczeniu na mieszkańca emisja wyniosła wówczas 10,49 t dwutlenku węgla, a w przeliczeniu na 1 dolar PKB 297 kg. Emisja od tego czasu zasadniczo rosła. W 2018 roku emisja dwutlenku węgla pochodzenia kopalnego wyniosła 55,912 Mt, a w przeliczeniu na mieszkańca 9,653 t i w przeliczeniu na 1 dolar PKB 110 kg. Przez cały czas główną branżą odpowiedzialną za tę emisję była energetyka. W całkowitej emisji gazów cieplarnianych dwutlenek węgla zawsze stanowił przytłaczającą większość. Natomiast emisje metanu zwykle były mniejsze niż emisje podtlenku azotu – te były stosunkowo duże w latach 2000–2001 – i gazów fluorowanych.

## Siły zbrojne
Singapur dysponuje trzema rodzajami sił zbrojnych: wojskami lądowymi, marynarką wojenną oraz siłami powietrznymi. Uzbrojenie sił lądowych Singapuru składało się w 2014 roku z: 215 czołgów, 2192 opancerzonych pojazdów bojowych, 48 dział samobieżnych, 18 wieloprowadnicowych wyrzutni rakietowych oraz 262 zestawów artylerii holowanej. Marynarka wojenna Singapuru dysponowała w 2014 roku następującymi okrętami: 6 korwetami, 12 okrętami obrony przybrzeża, 4 okrętami obrony przeciwminowej, 6 okrętami podwodnymi oraz 6 fregatami.
Wojska singapurskie w 2014 roku liczyły 71,6 tys. żołnierzy zawodowych oraz 950 tys. rezerwistów. Według rankingu Global Firepower (2014) singapurskie siły zbrojne stanowią 44. siłę militarną na świecie, z rocznym budżetem na cele obronne w wysokości 9,7 mld dolarów (USD).

## Inne dane
- Konflikty: spór z Malezją o dostawy wody pitnej do Singapuru, o wyspy: Pedra Branca Island/Pulau Batu Puteh, Middle Rocks i South Ledge, o prace nad pozyskaniem powierzchni lądowej od morza.
- Singapur jest najważniejszym i największym centrum edukacji na wysokim poziomie w Azji Południowo-Wschodniej (i jednym z najważniejszych w całej Azji, jak i na świecie). Poza doskonałymi uniwersytetami państwowymi (znajdującymi się w światowej czołówce), czyli Narodowym Uniwersytetem Singapuru, Uniwersytetem Technologicznym Nanyang i Singapore Management University, jest też duża liczba szkół specjalistycznych oraz oddziałów uniwersytetów amerykańskich, australijskich i europejskich. Na wszystkich uczelniach językiem wykładowym jest angielski, a zajęcia prowadzą wykładowcy z całego świata. Bardzo duża jest też liczba studentów przebywających na wymianie.
- Zagrożenia: piractwo morskie, zanieczyszczenie atmosfery spowodowane wielkimi pożarami leśnymi wzniecanymi w celu pozyskania ziemi pod uprawy na sąsiednich wyspach indonezyjskich.

## Galeria

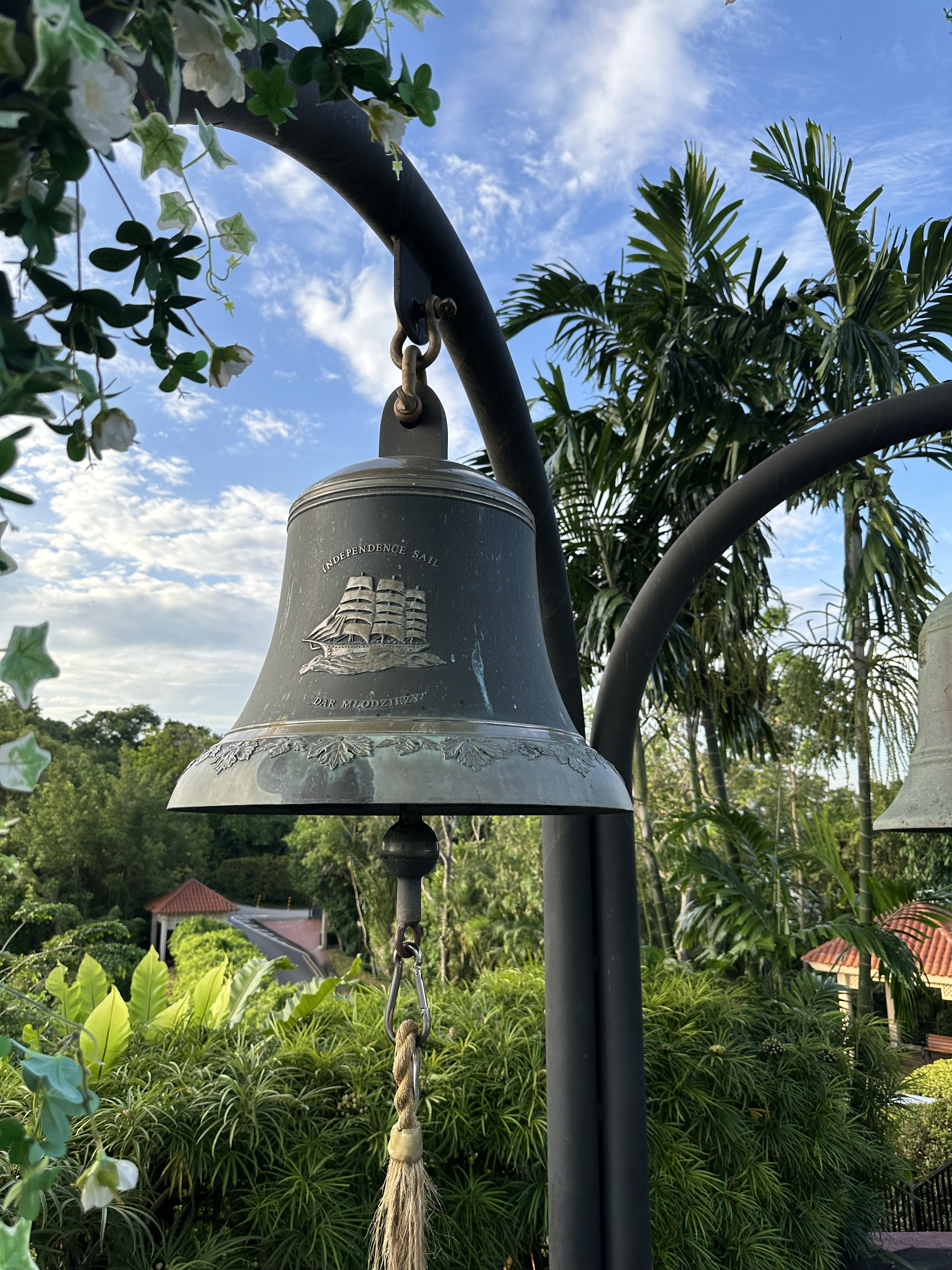
Dzwon Daru Młodzieży (2024)
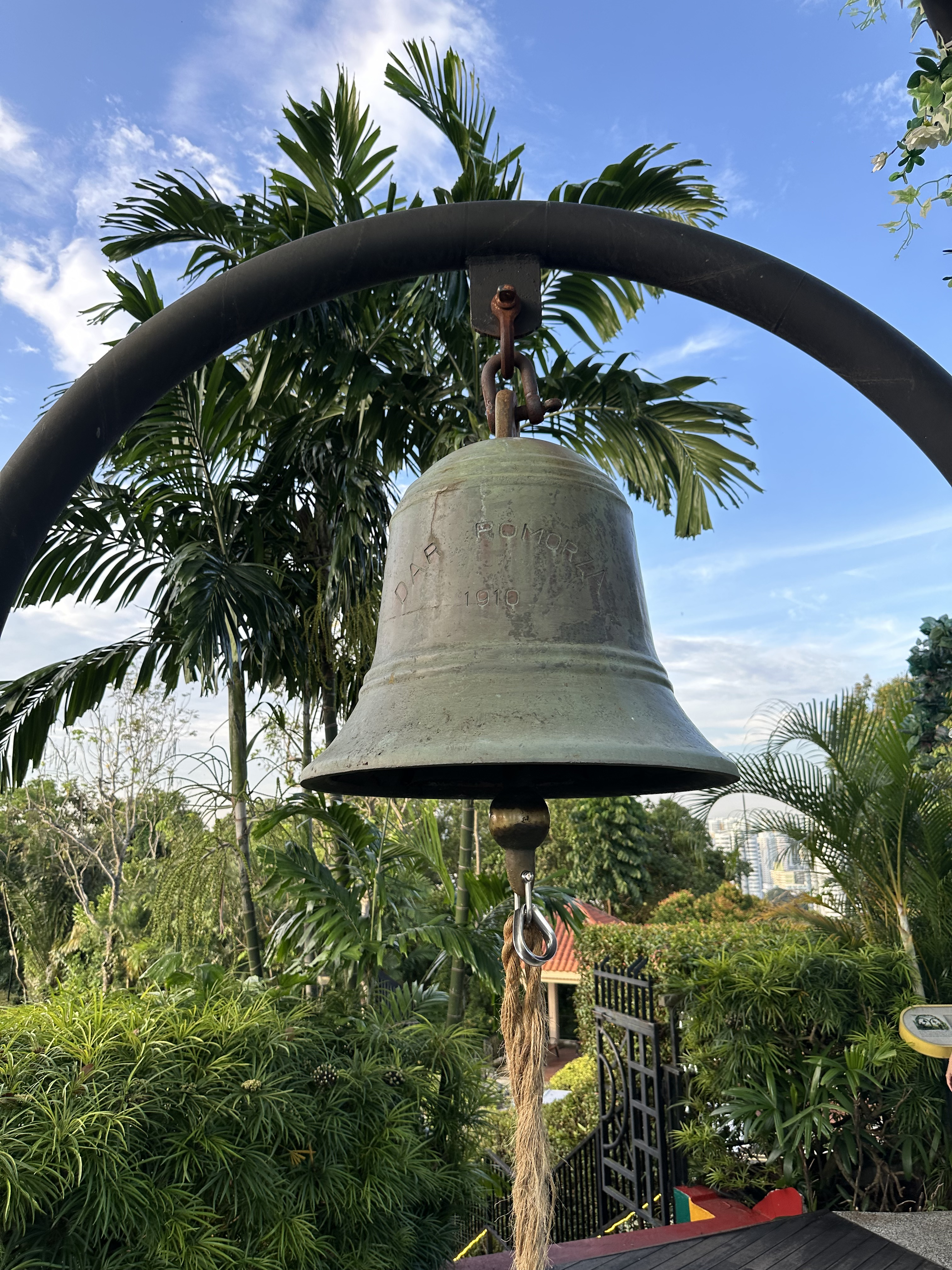
Dzwon Daru Pomorza (2024)
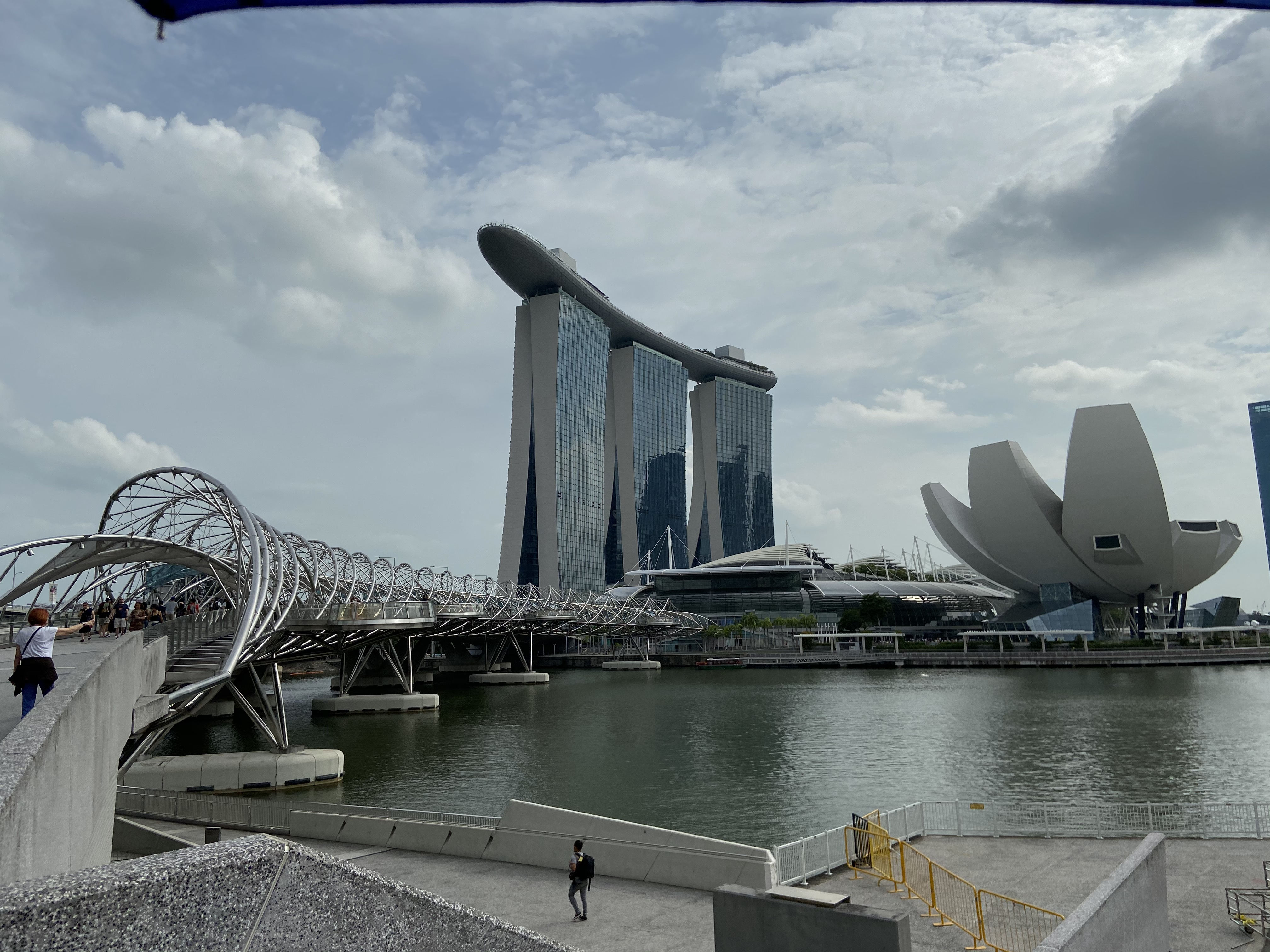
Singapur Marina Promenade – widok na most Helix (po lewej), hotel Marina Bay Sands (w środku) i Muzeum ArtScience (po prawej) (2020)
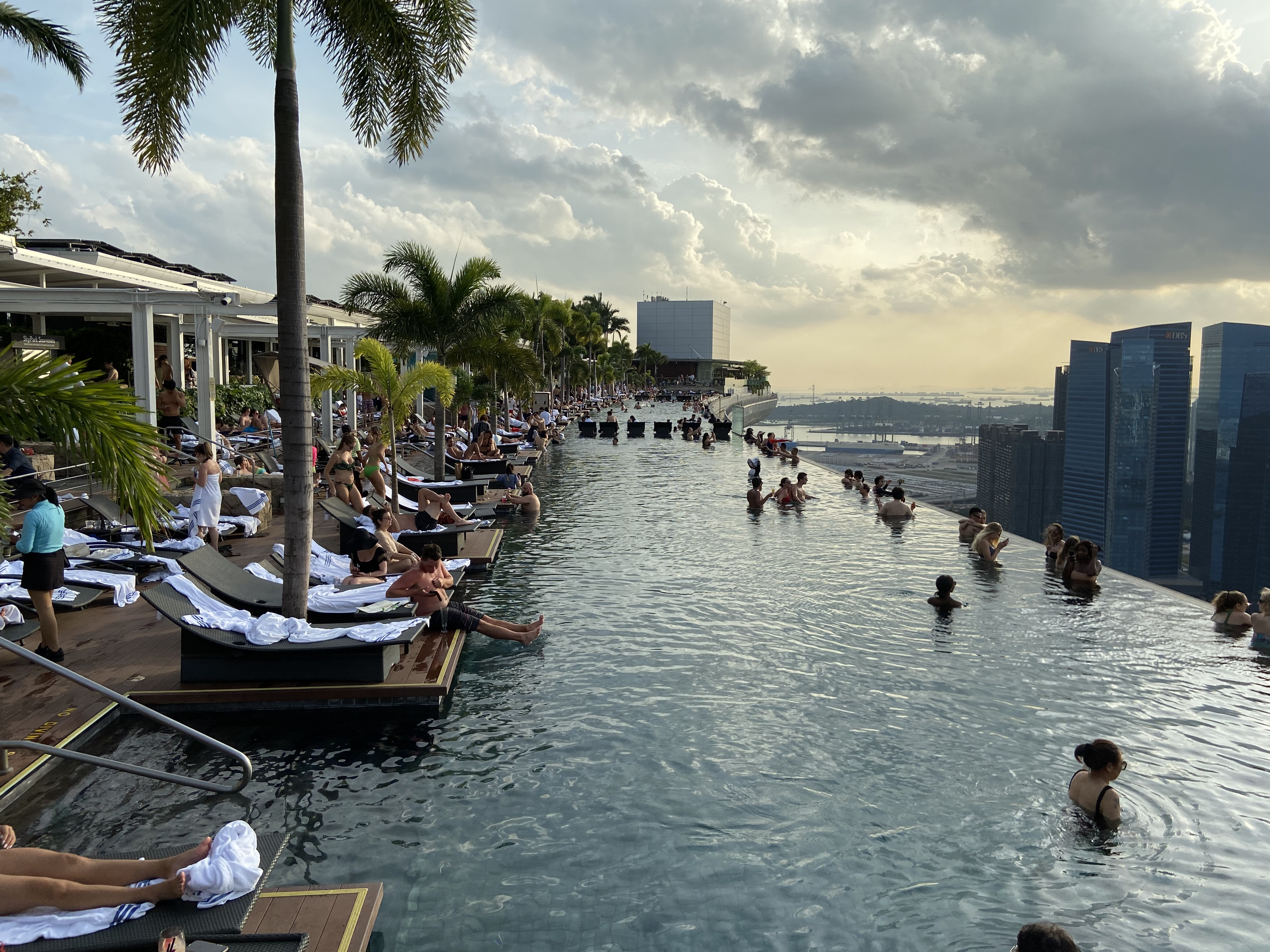
Singapur – Marina Bay Sands Hotel – Basen infinity (2020)
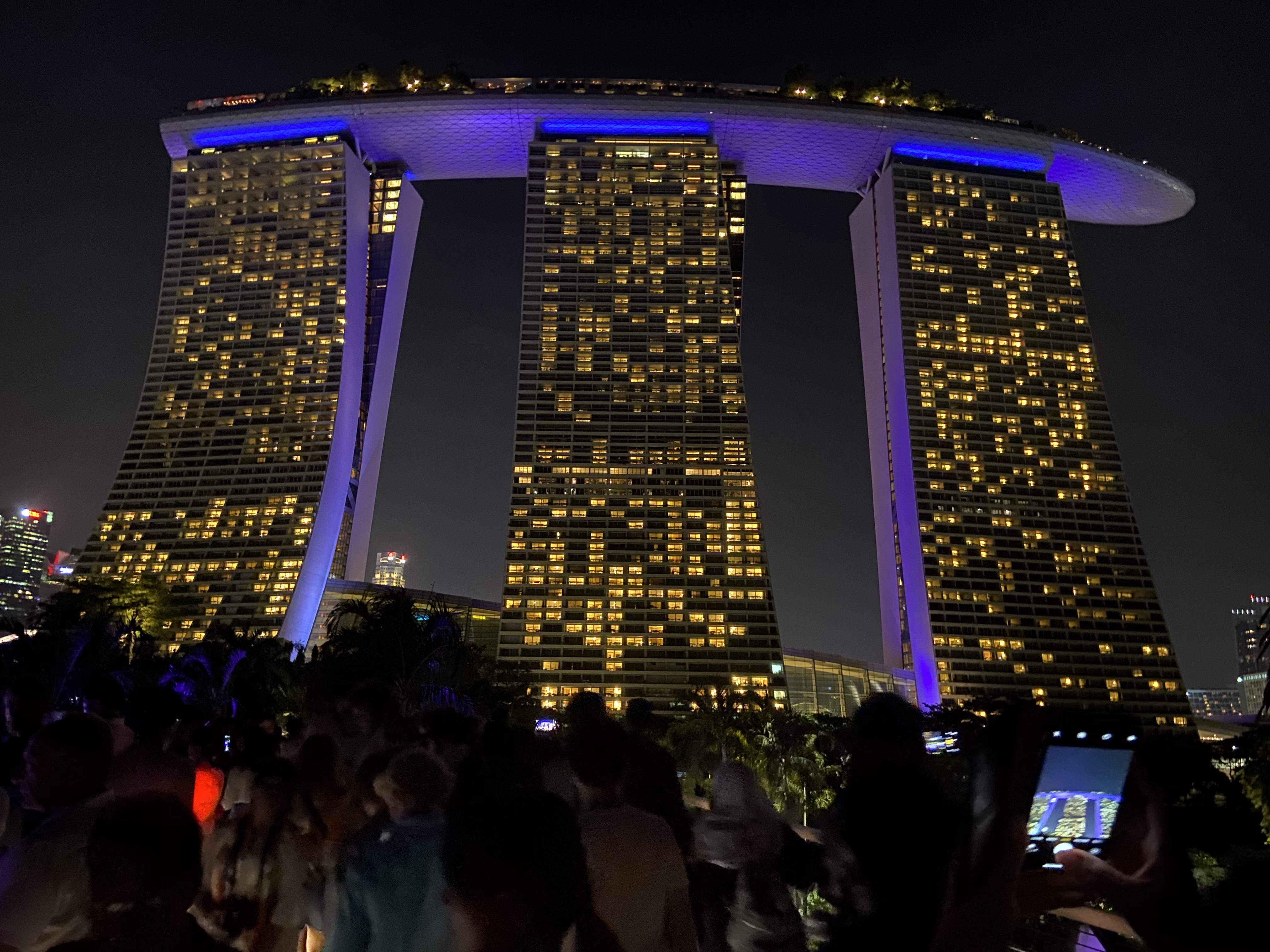
Marina Bay Sands Hotel nocą widziany z Ogrodów nad Zatoką
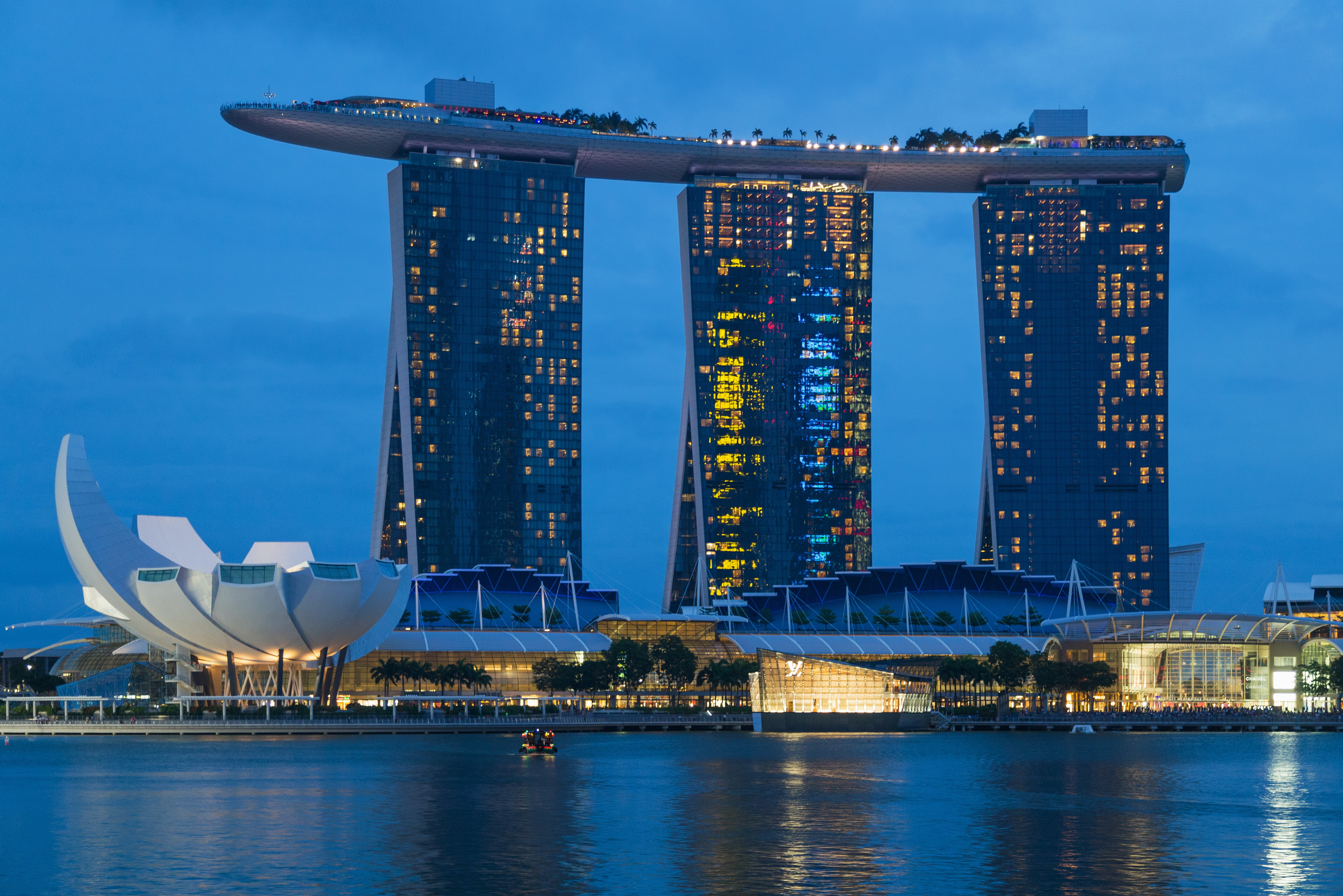
Marina Bay Sands i ArtScience Museum
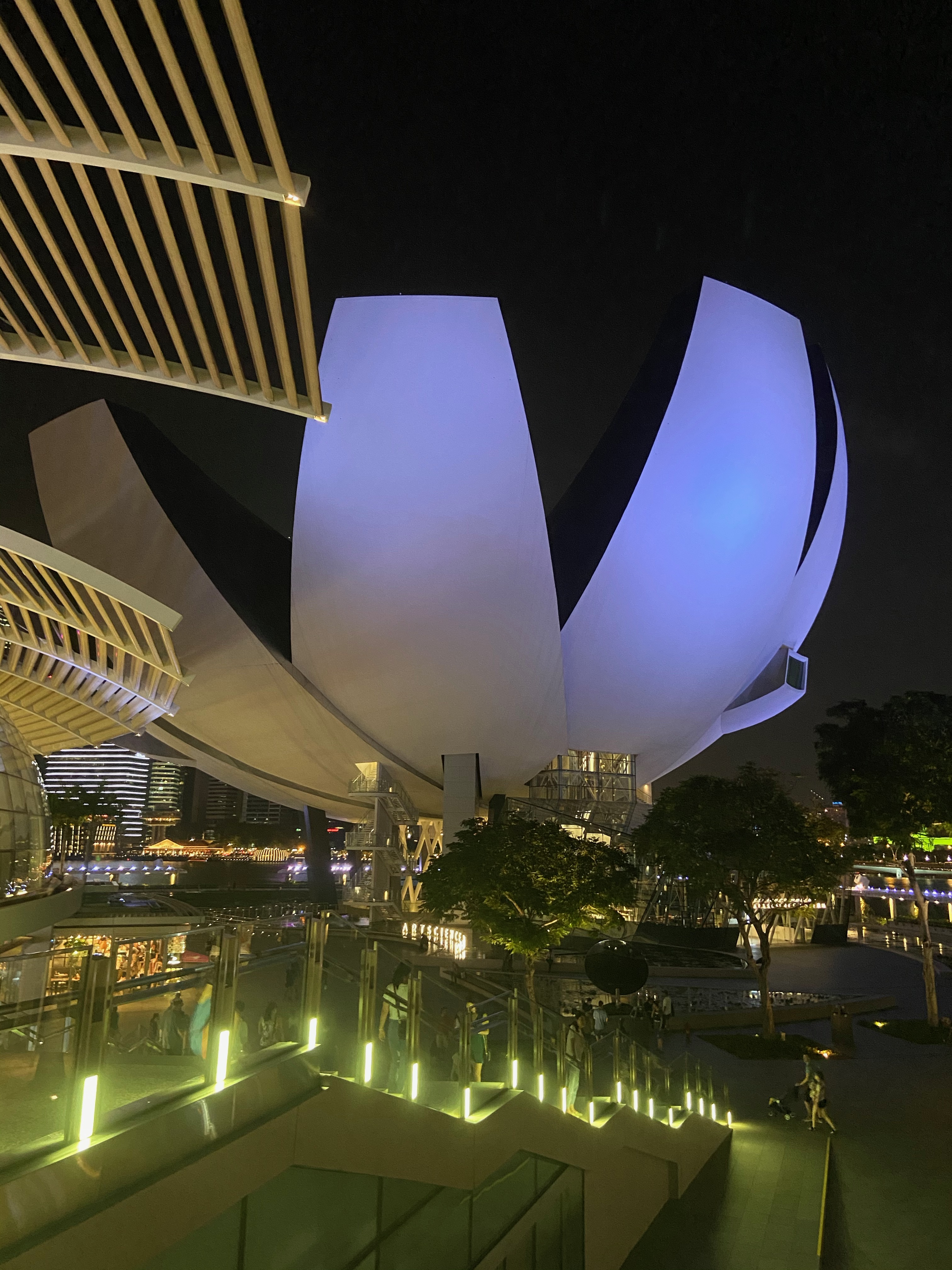
Singapur – Muzeum ArtScience w nocy (2020)
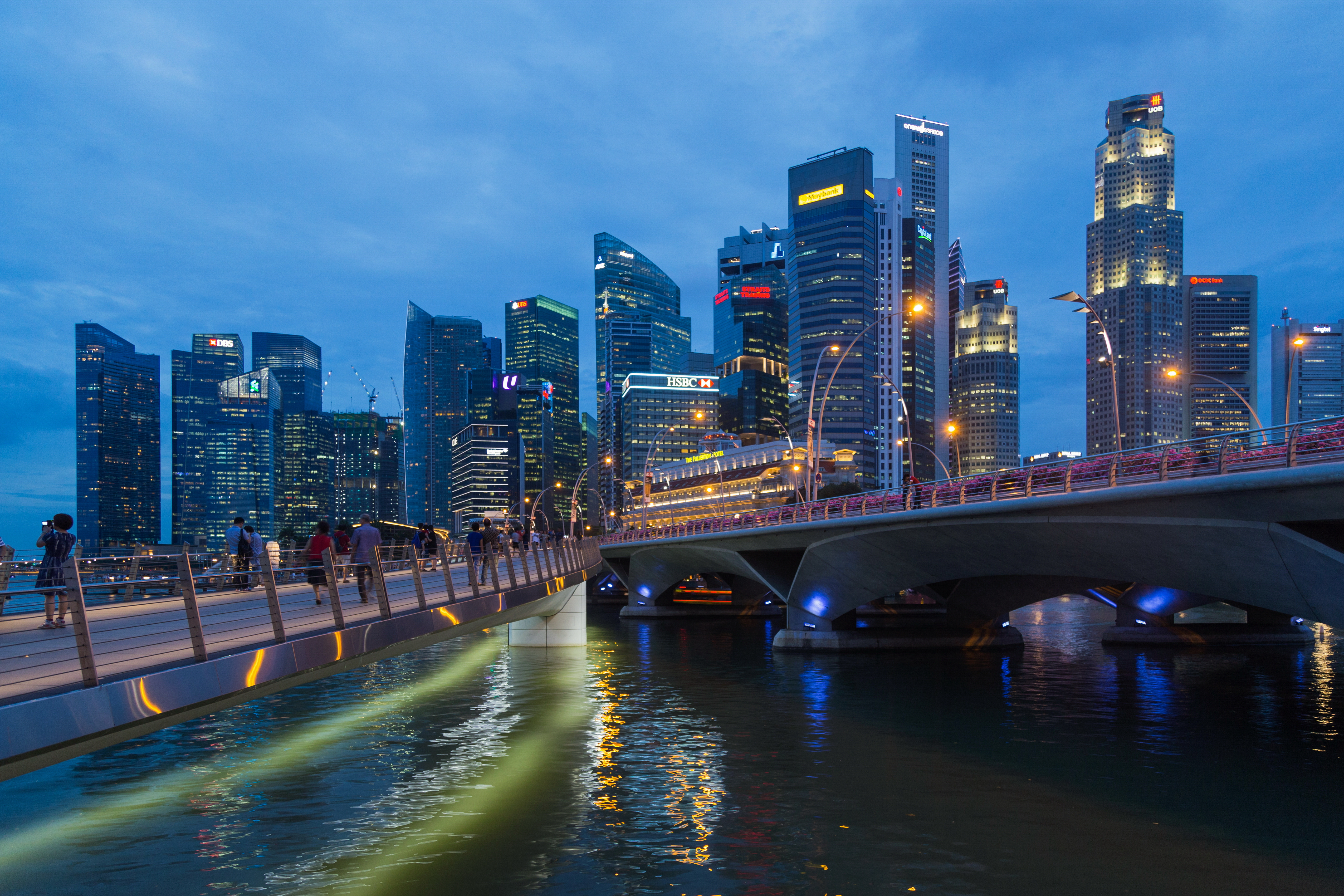
Wieczorny widok na Central Business District od strony promenady Esplanade
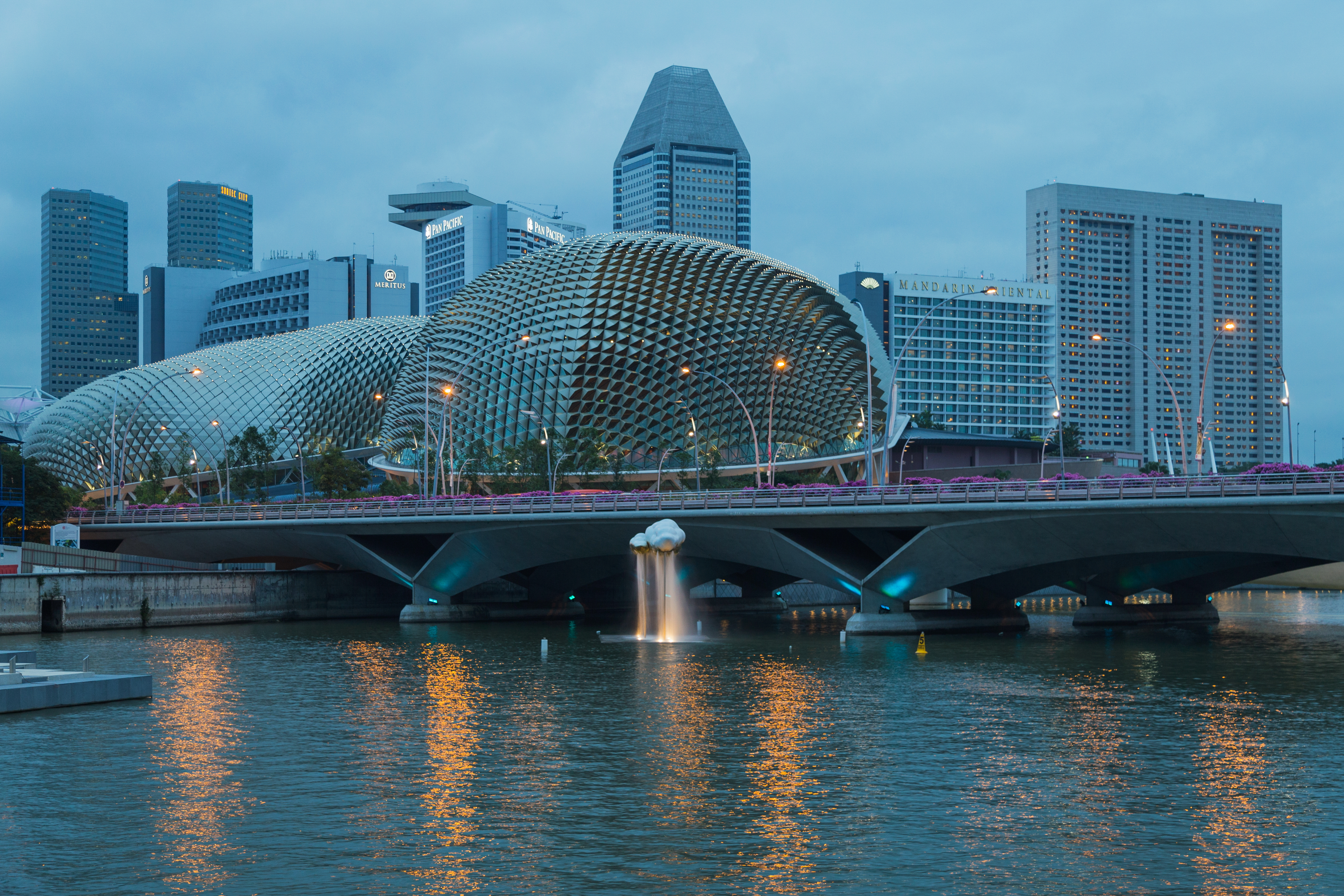
Esplanade – Theatres on the Bay
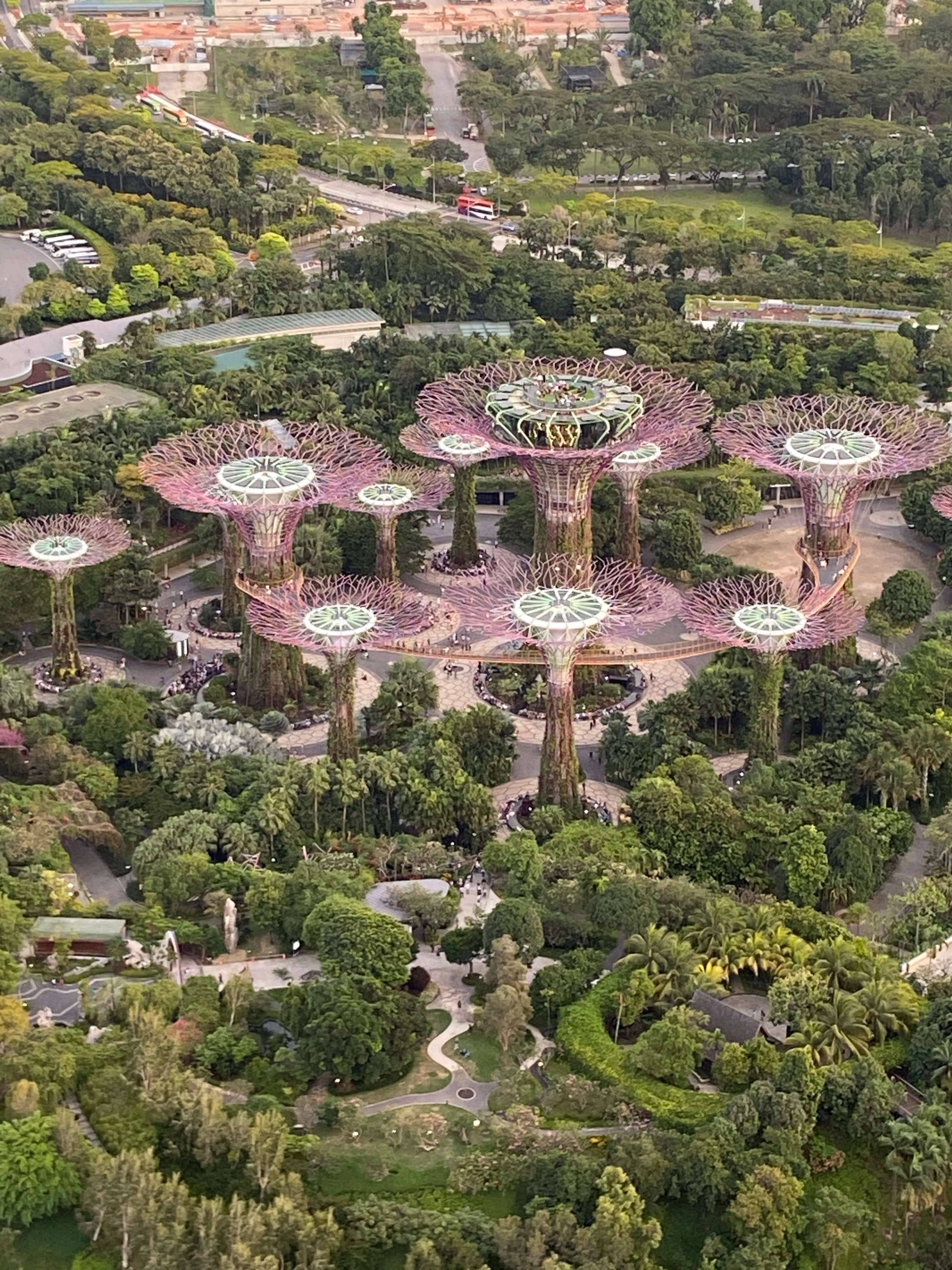
Ogrody nad Zatoką – Superdrzewa (2020)
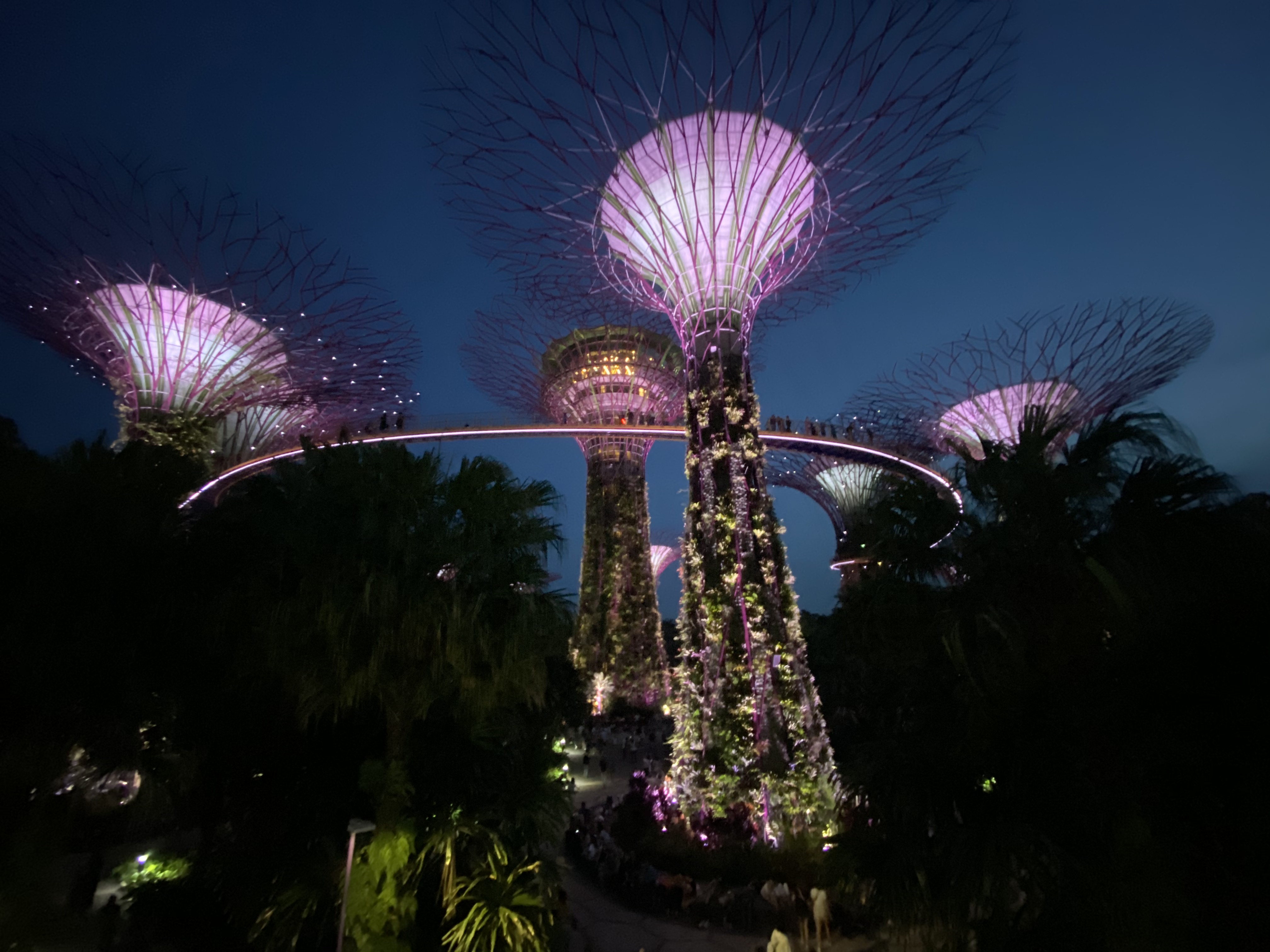
Ogrody nad Zatoką – Superdrzewa nocą (2020)
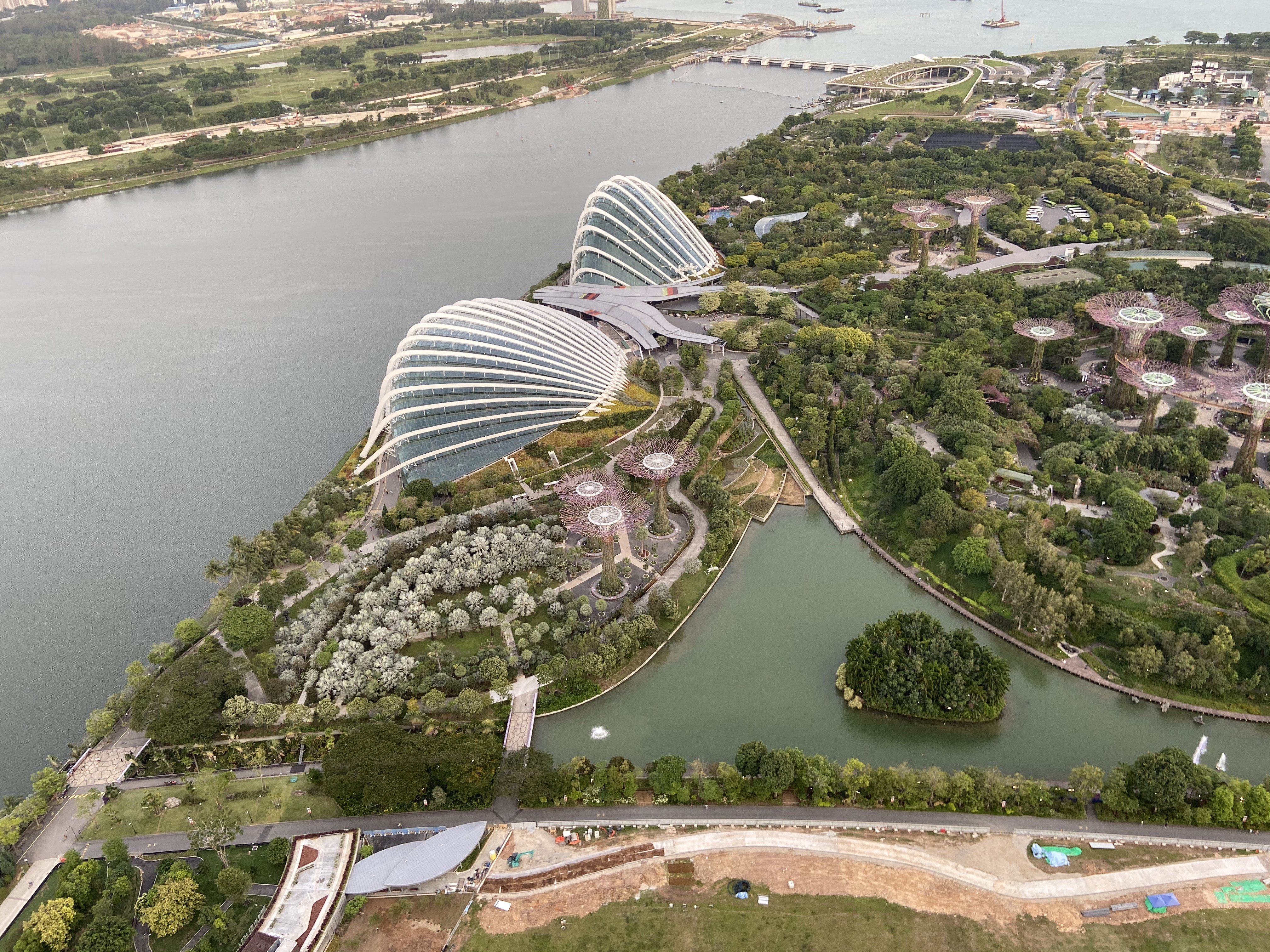
Ogrody nad Zatoką – Superdrzewa z dwiema szklarniami – Flower Dome i Cloud Forest
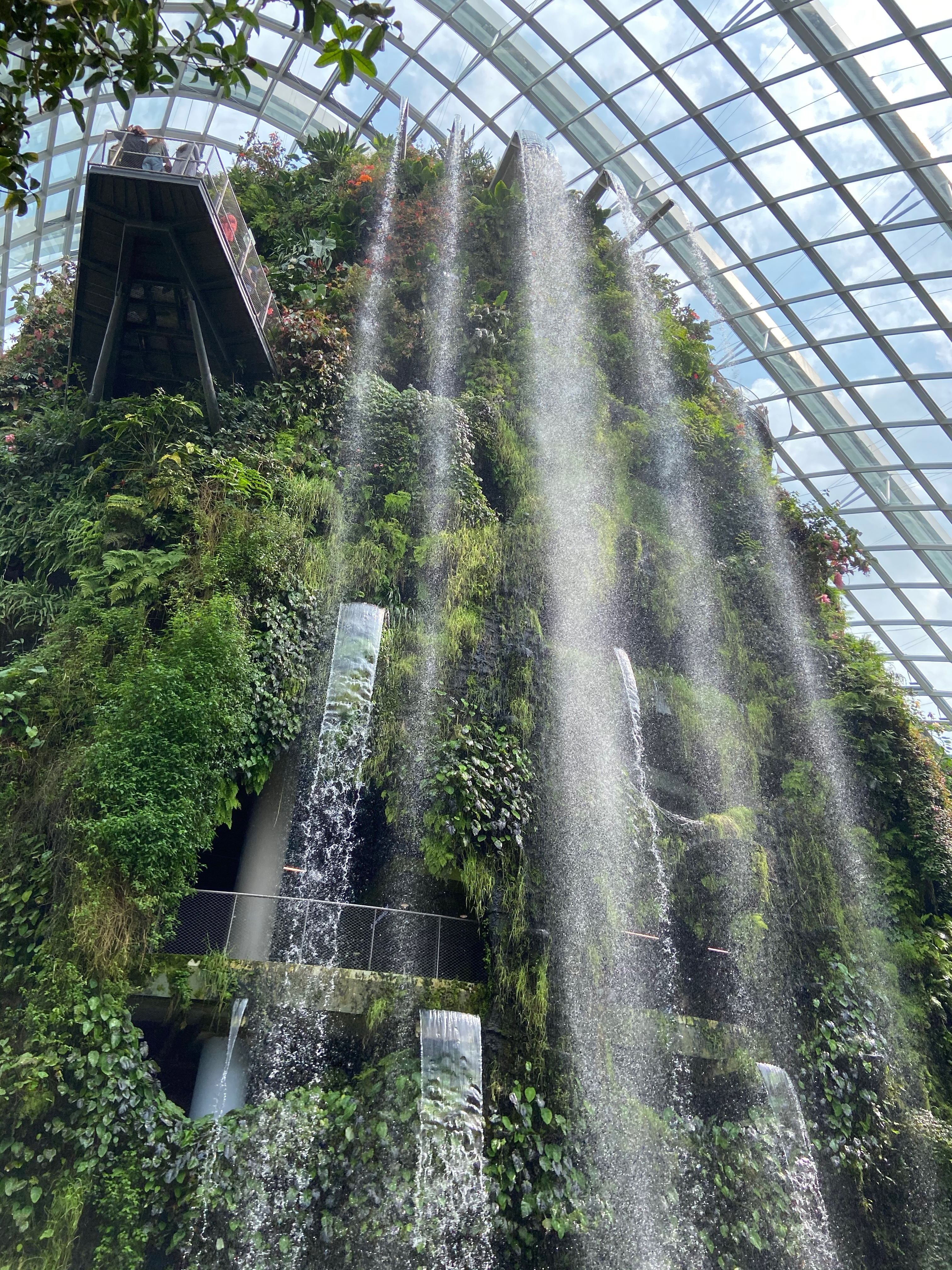
Ogrody nad Zatoką – szklarnia Cloud Forest z wodospadem (2020)
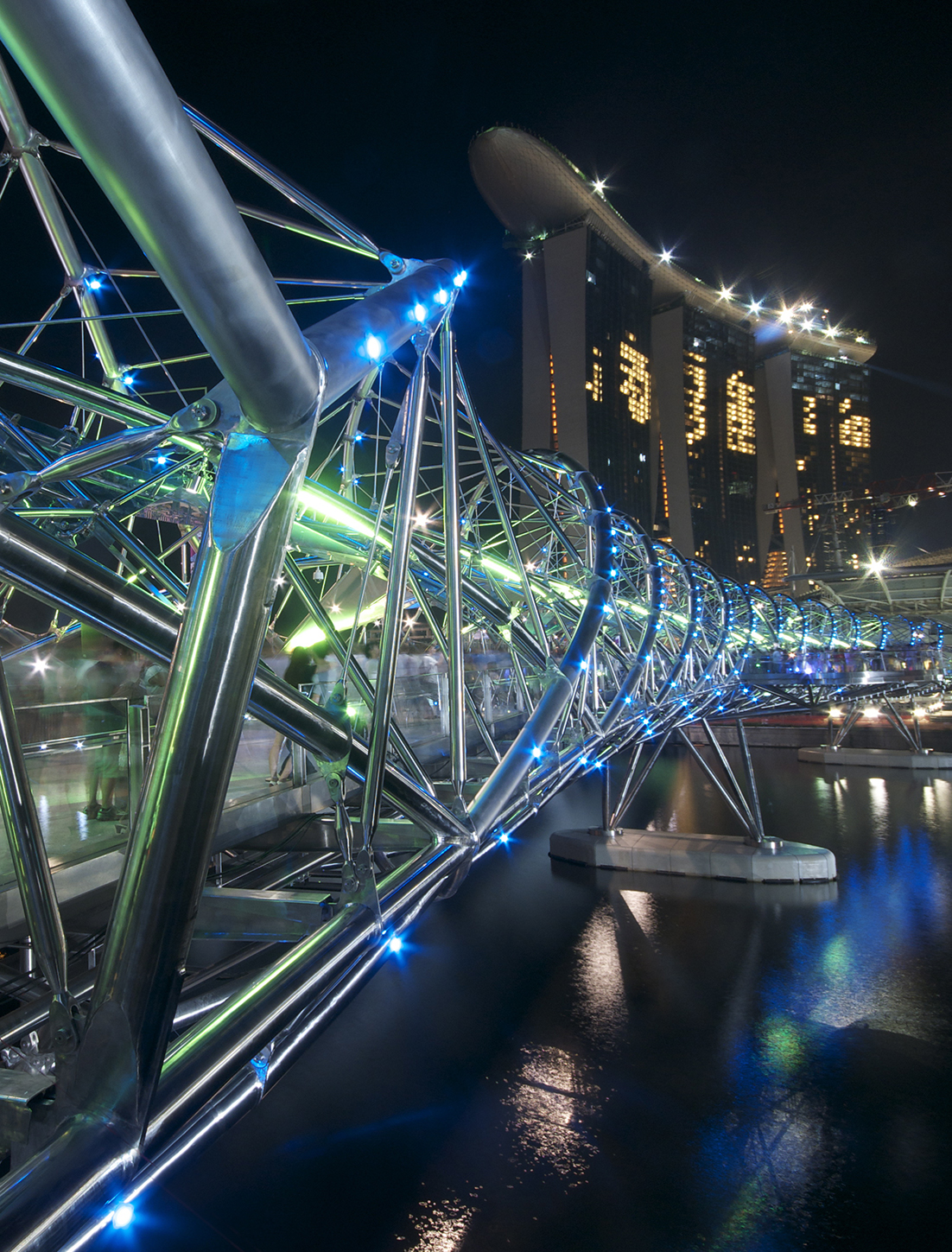
Helix Bridge (wzorowany na spirali DNA) i Marina Bay Sands Hotel w nocy
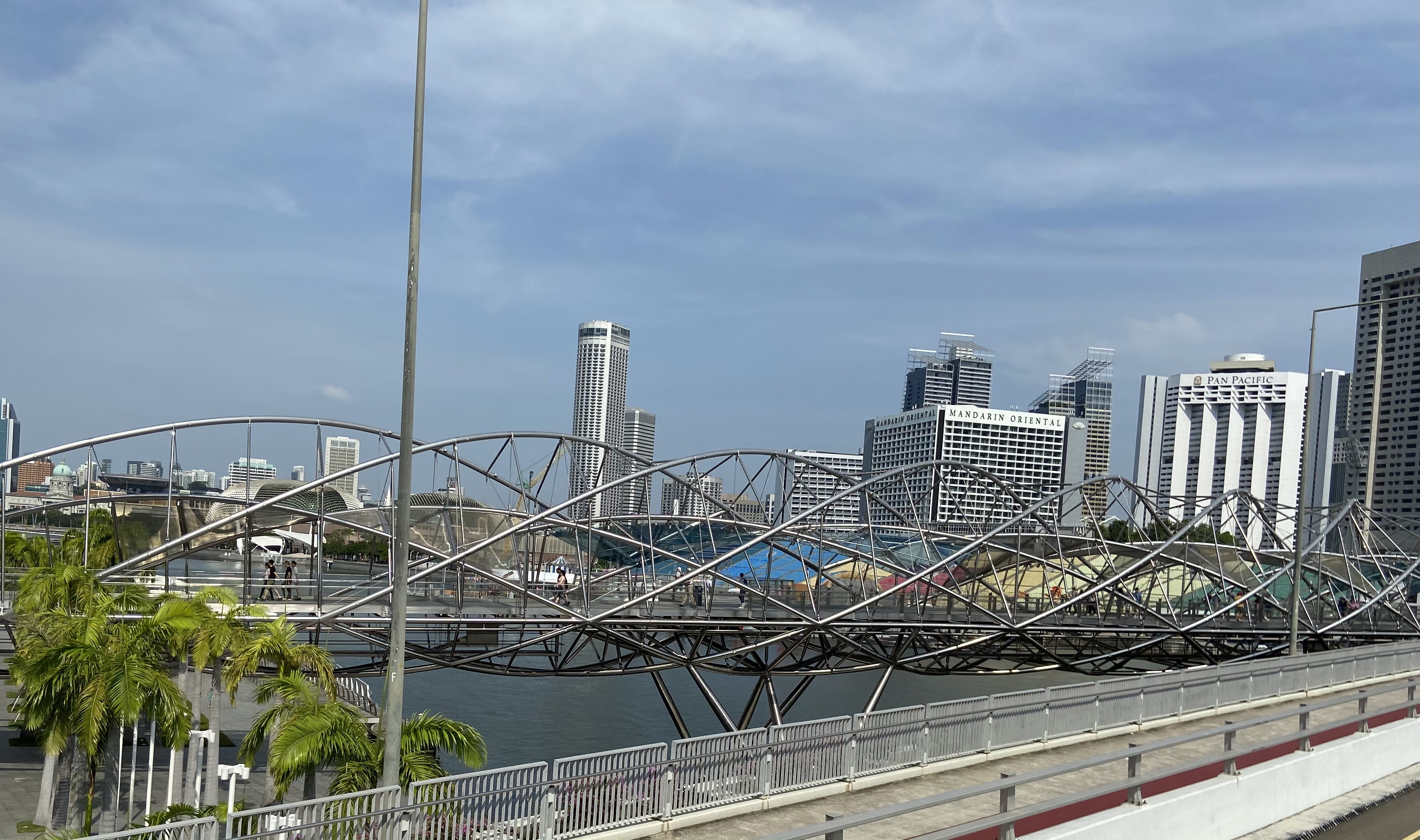
Helix Bridge – most dla pieszych, inspirowany budową DNA
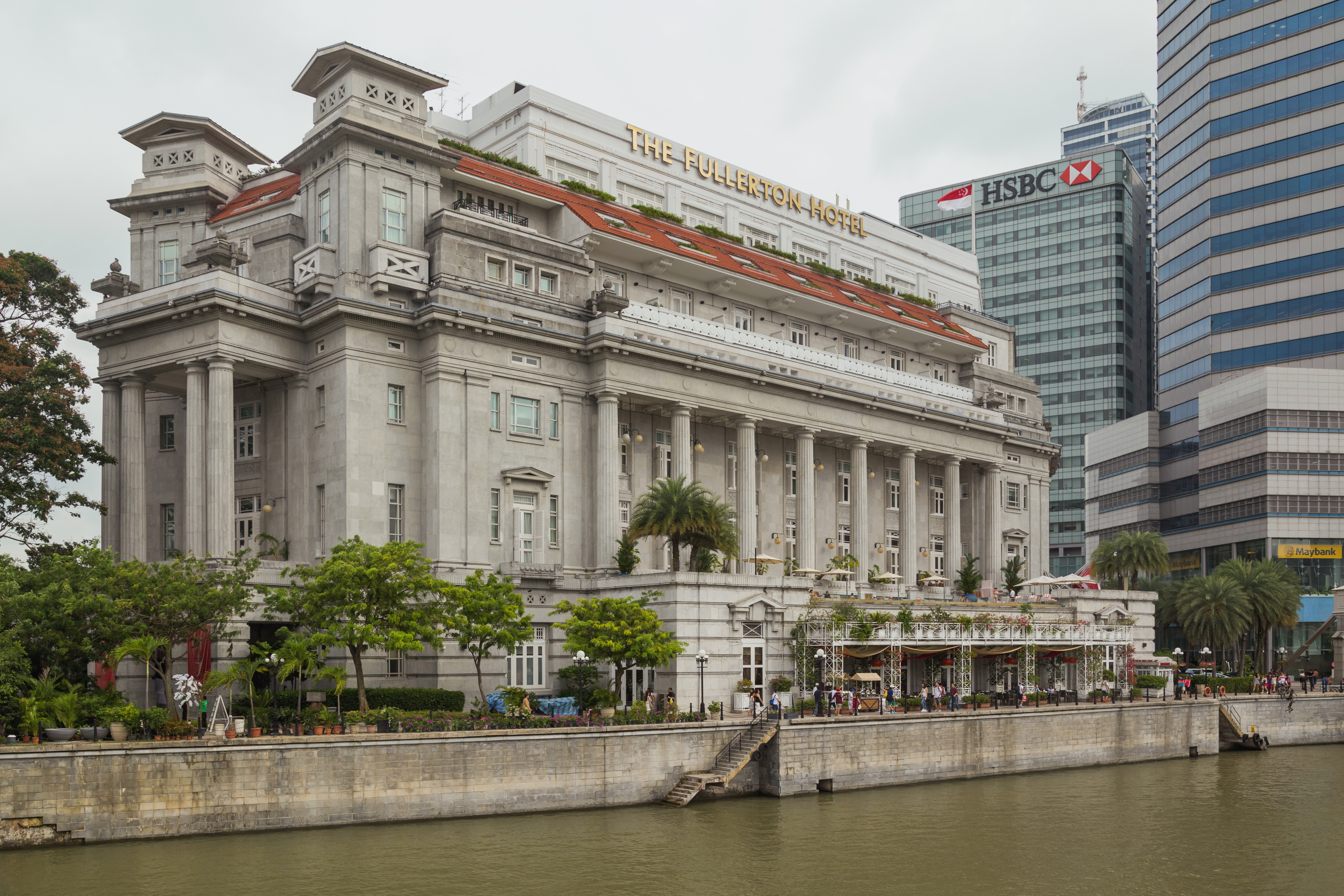
Hotel Fullerton
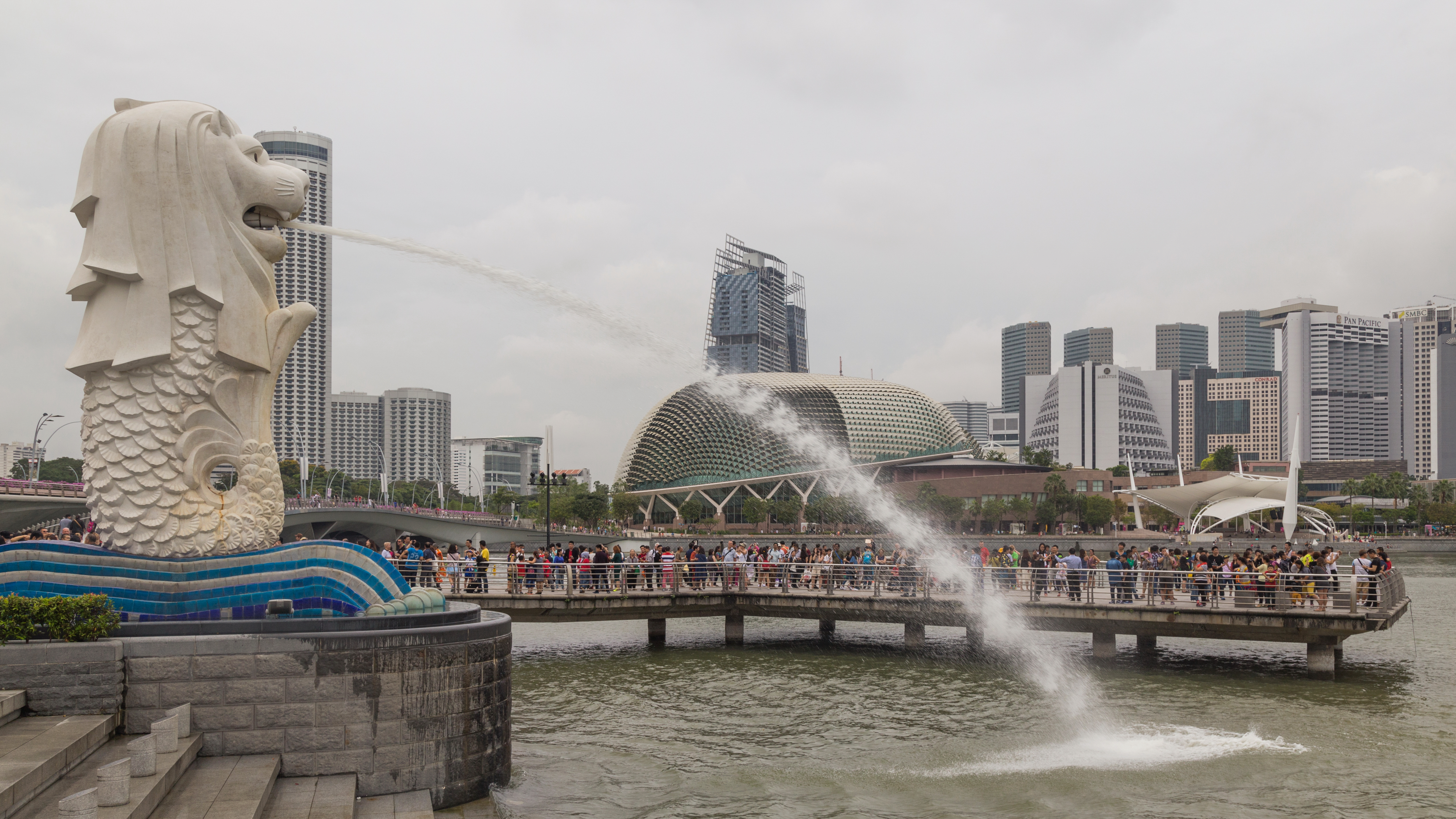
Merlion – symbol miasta
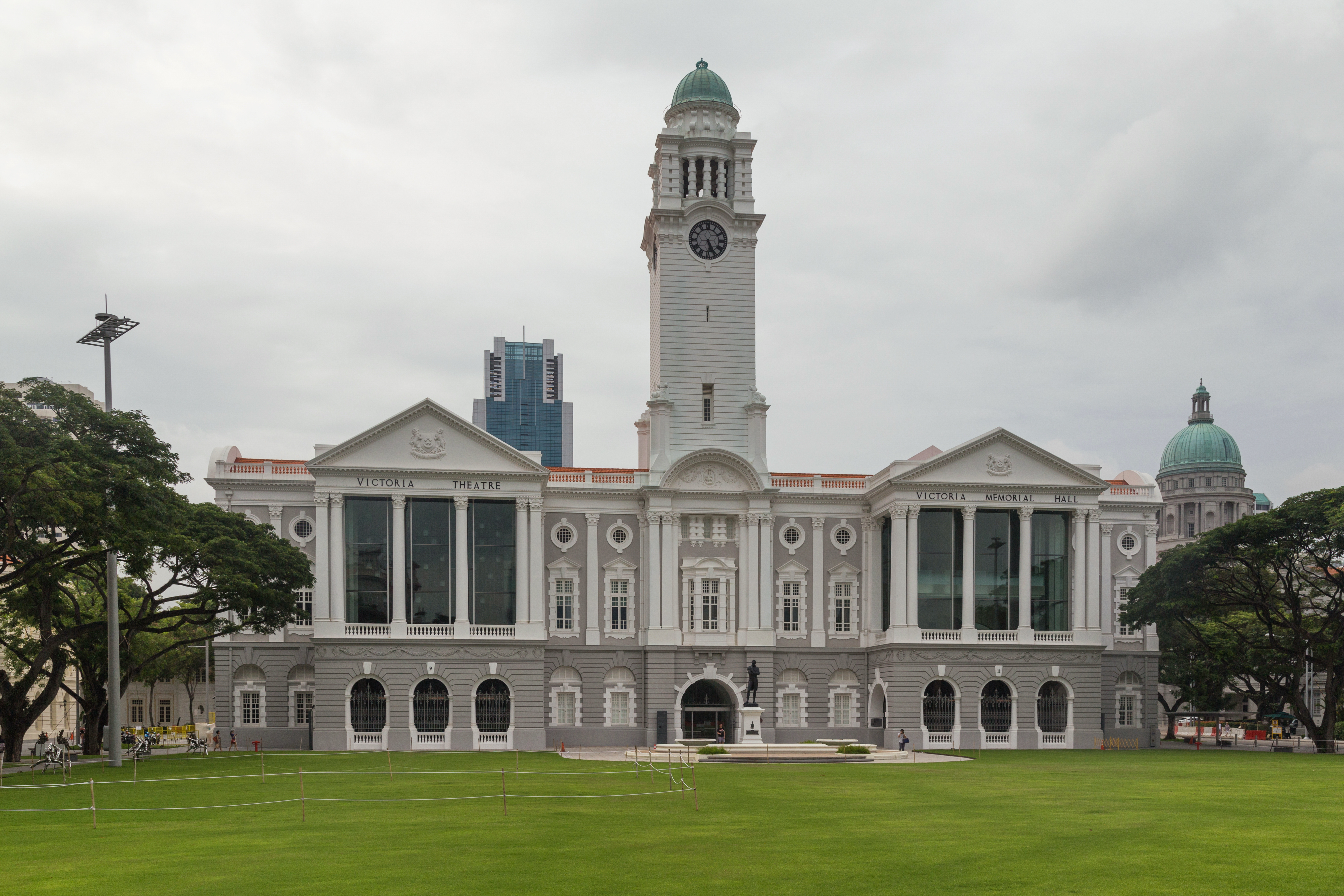
Teatr Wiktorii i Hala Koncertowa
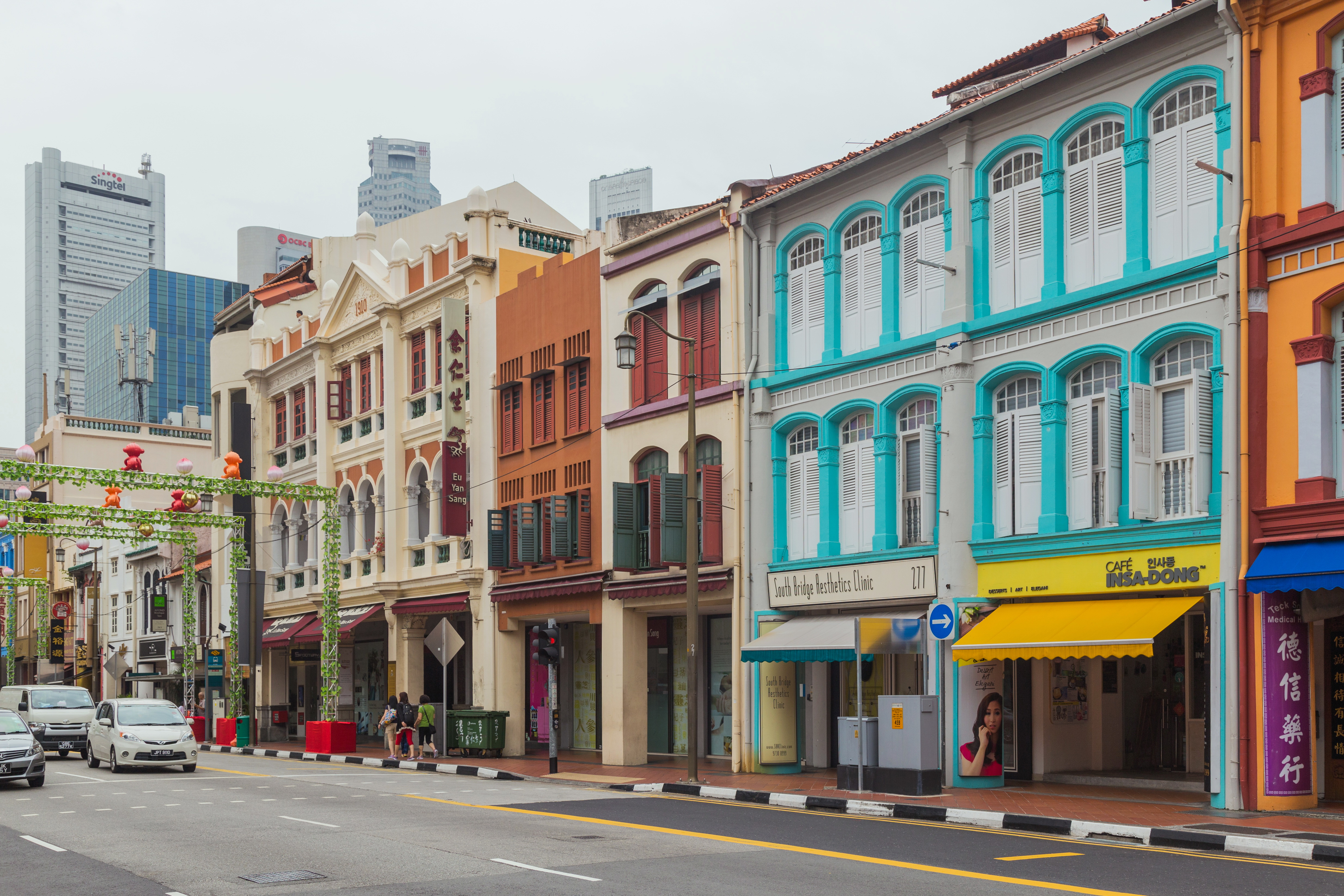
Typowe domy-sklepy w Chinatown
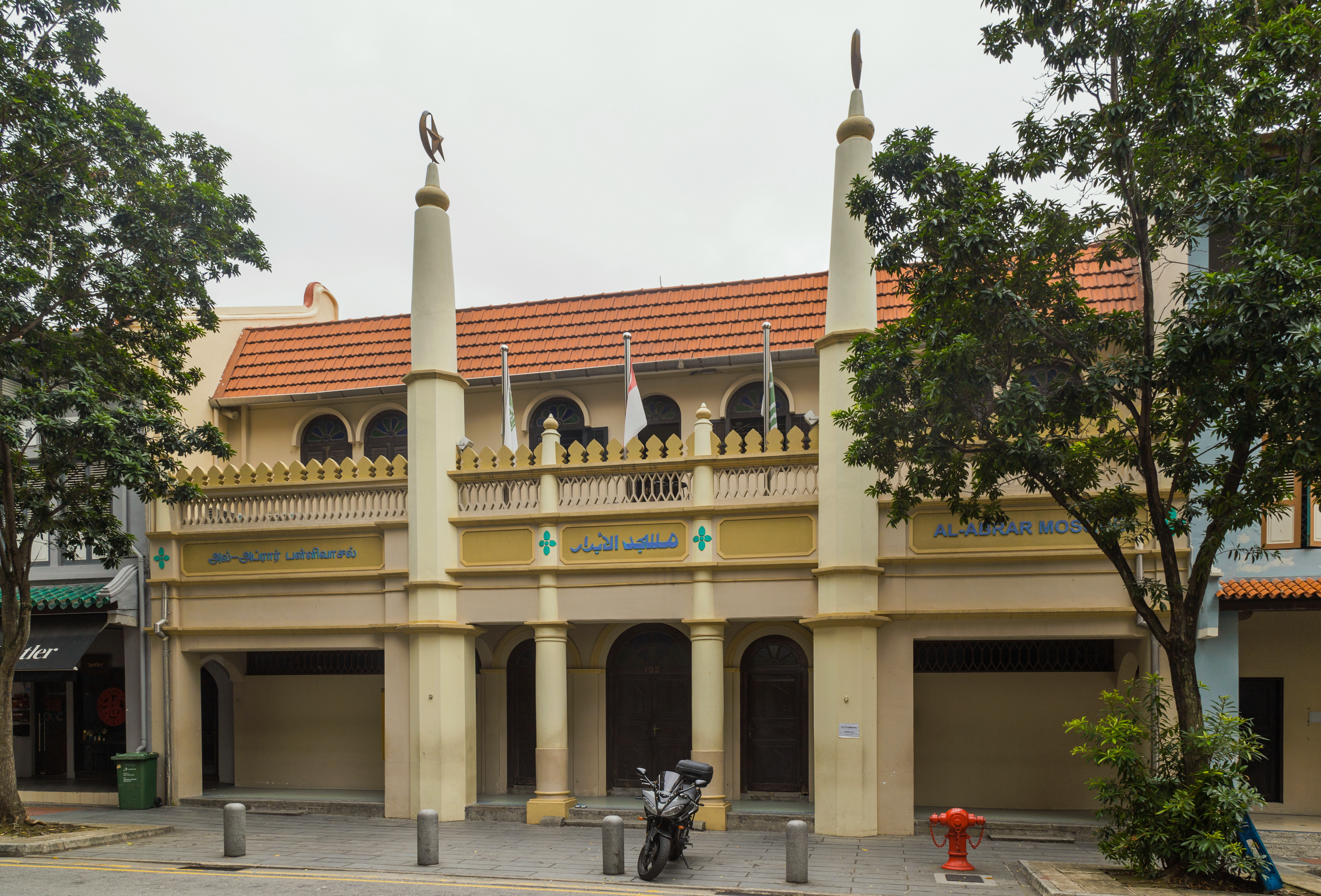
Meczet Al-Abrar
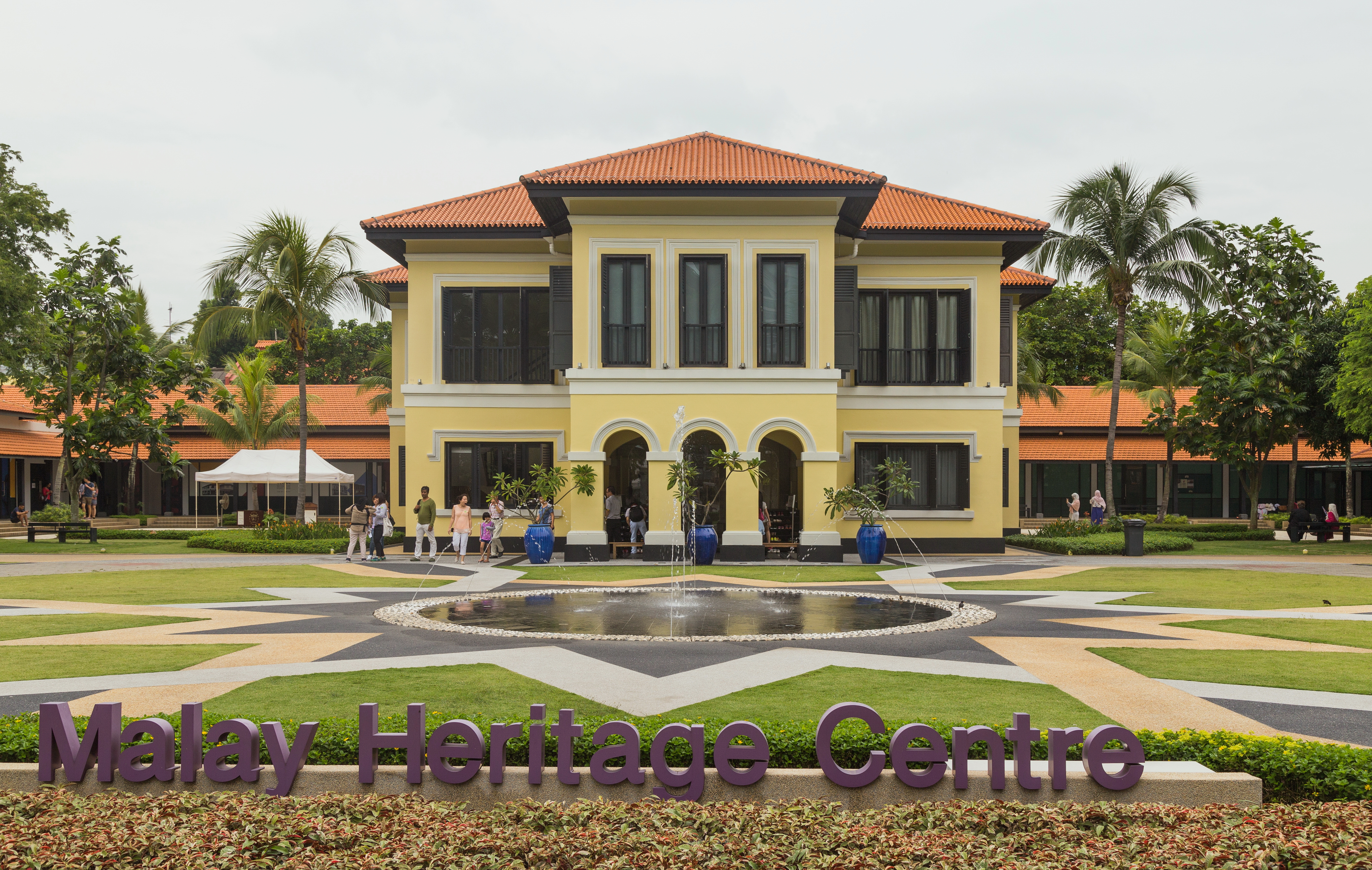
Dawny Pałac Kampong Glam. Obecnie Centrum Dziedzictwa Malajskiego
Meczet Malabar
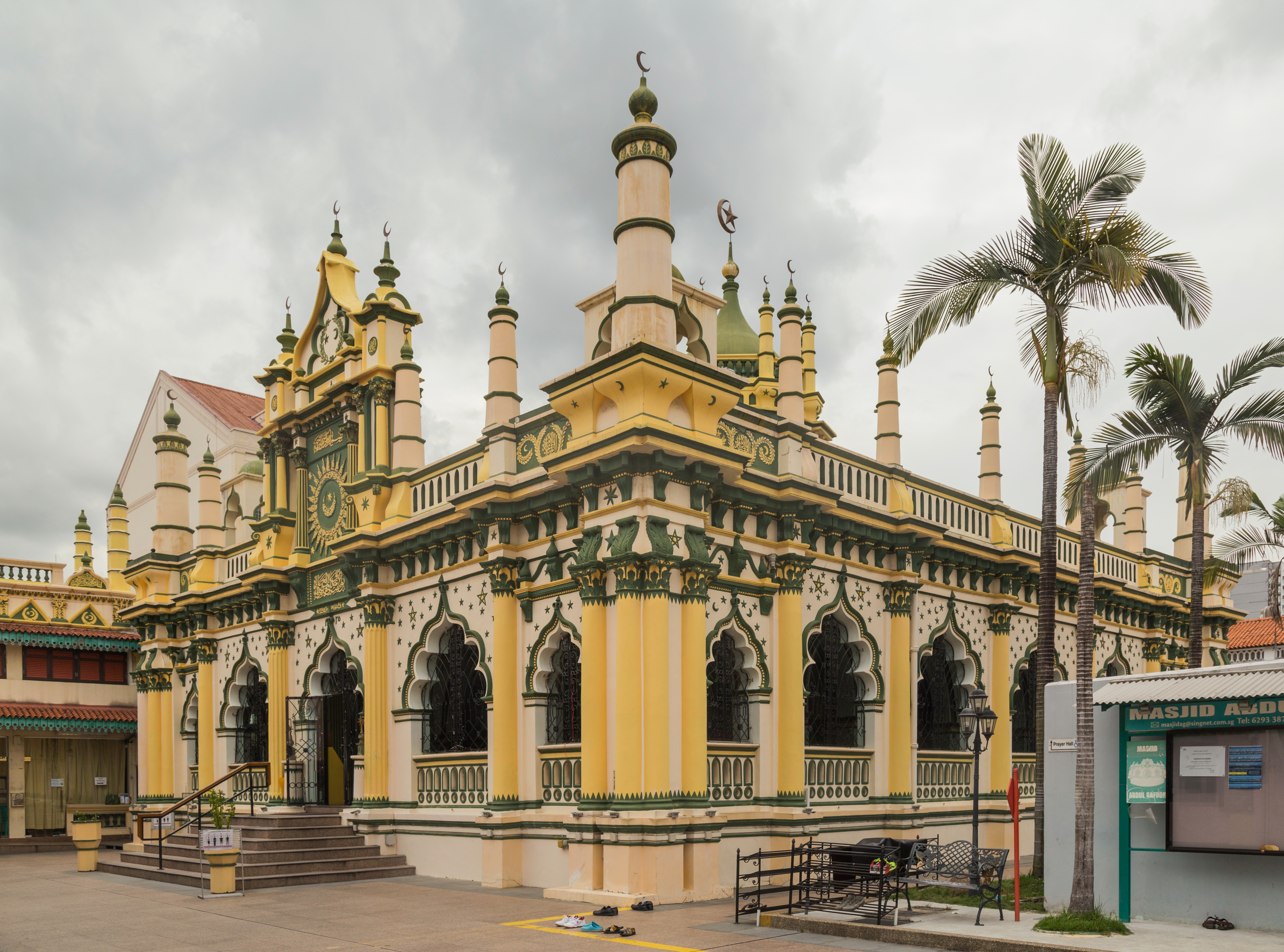
Meczet Abdul Gaffoor
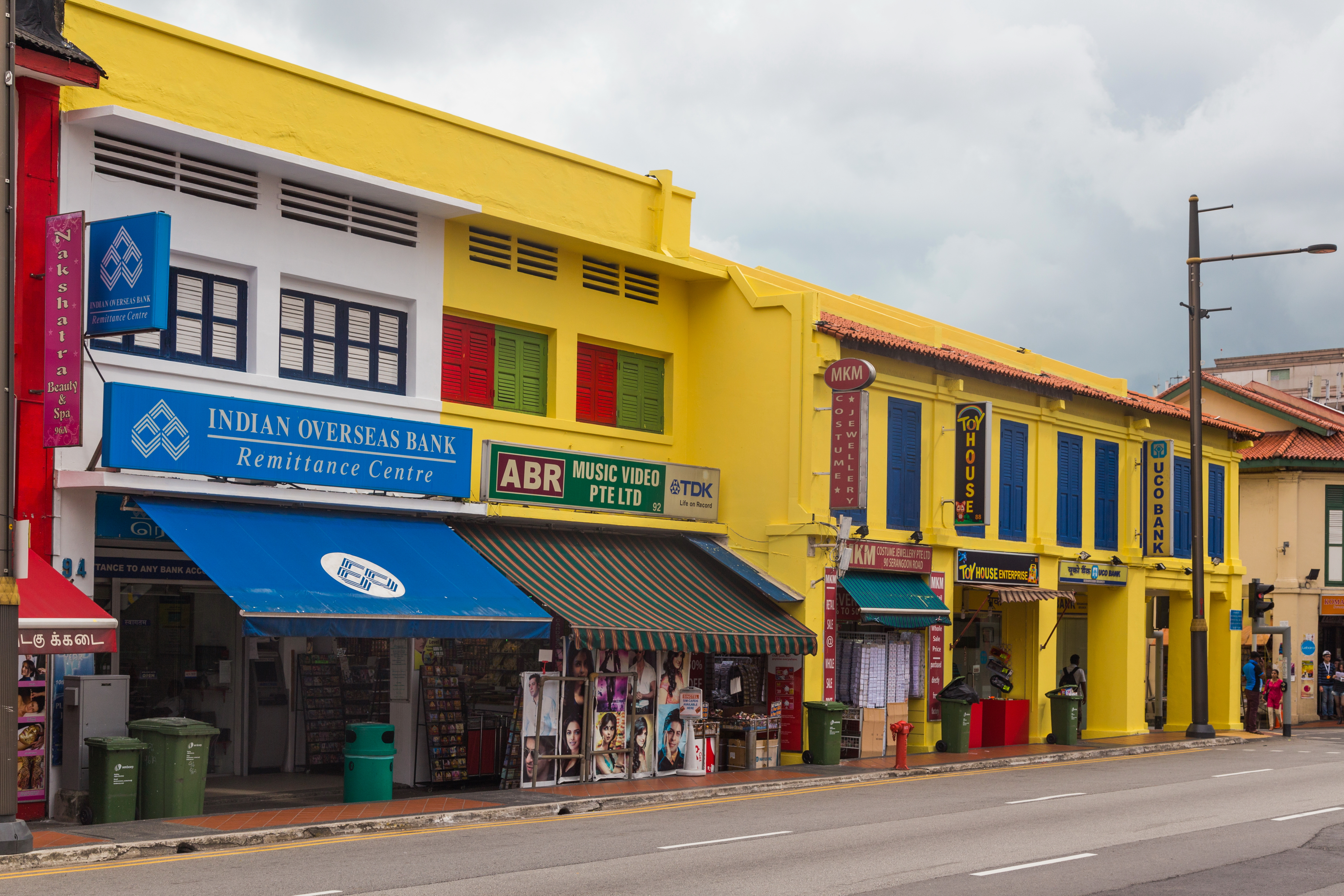
Typowe domy-sklepy w Little India
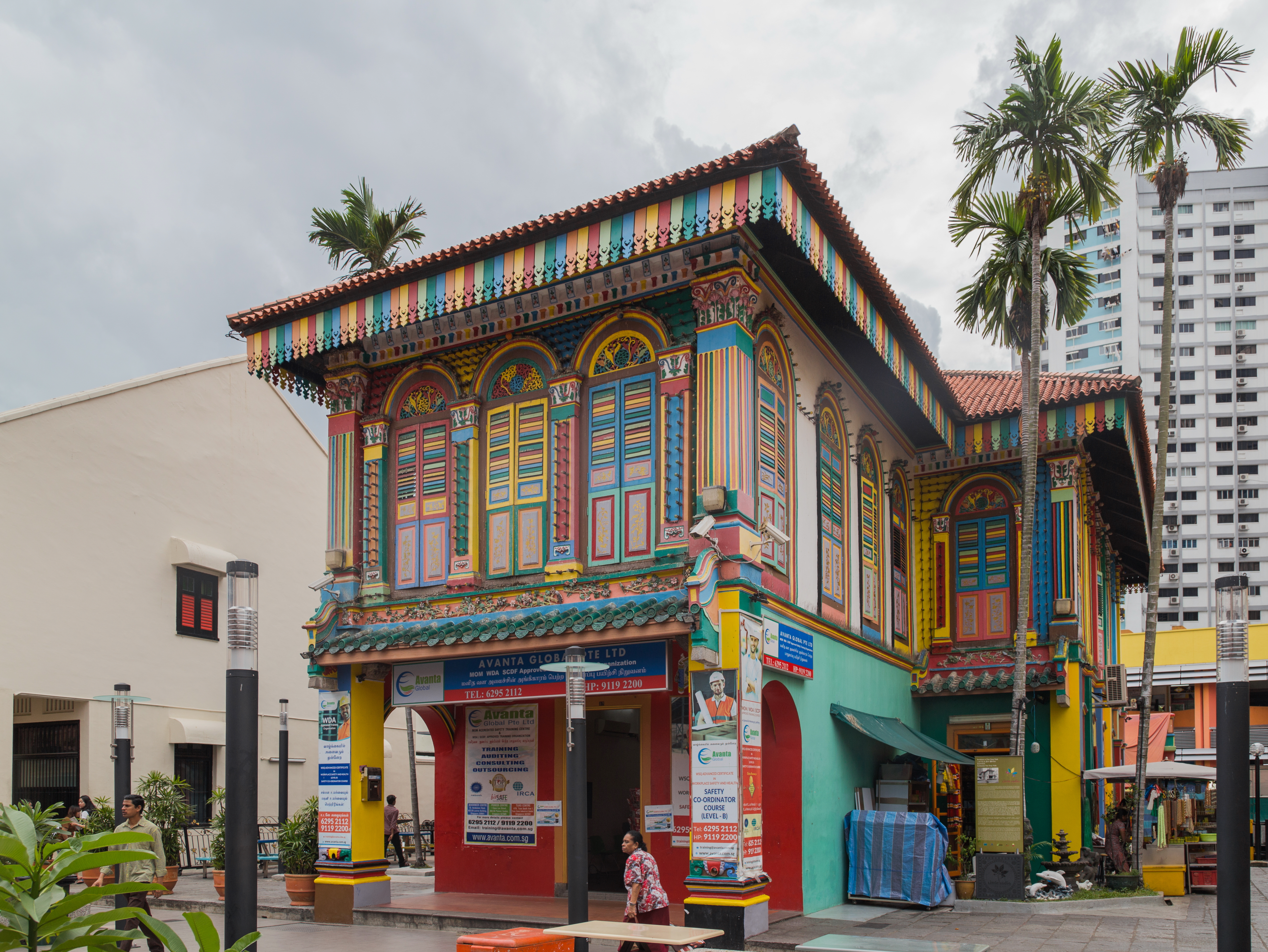
Była rezydencja Tan Teng Niaha
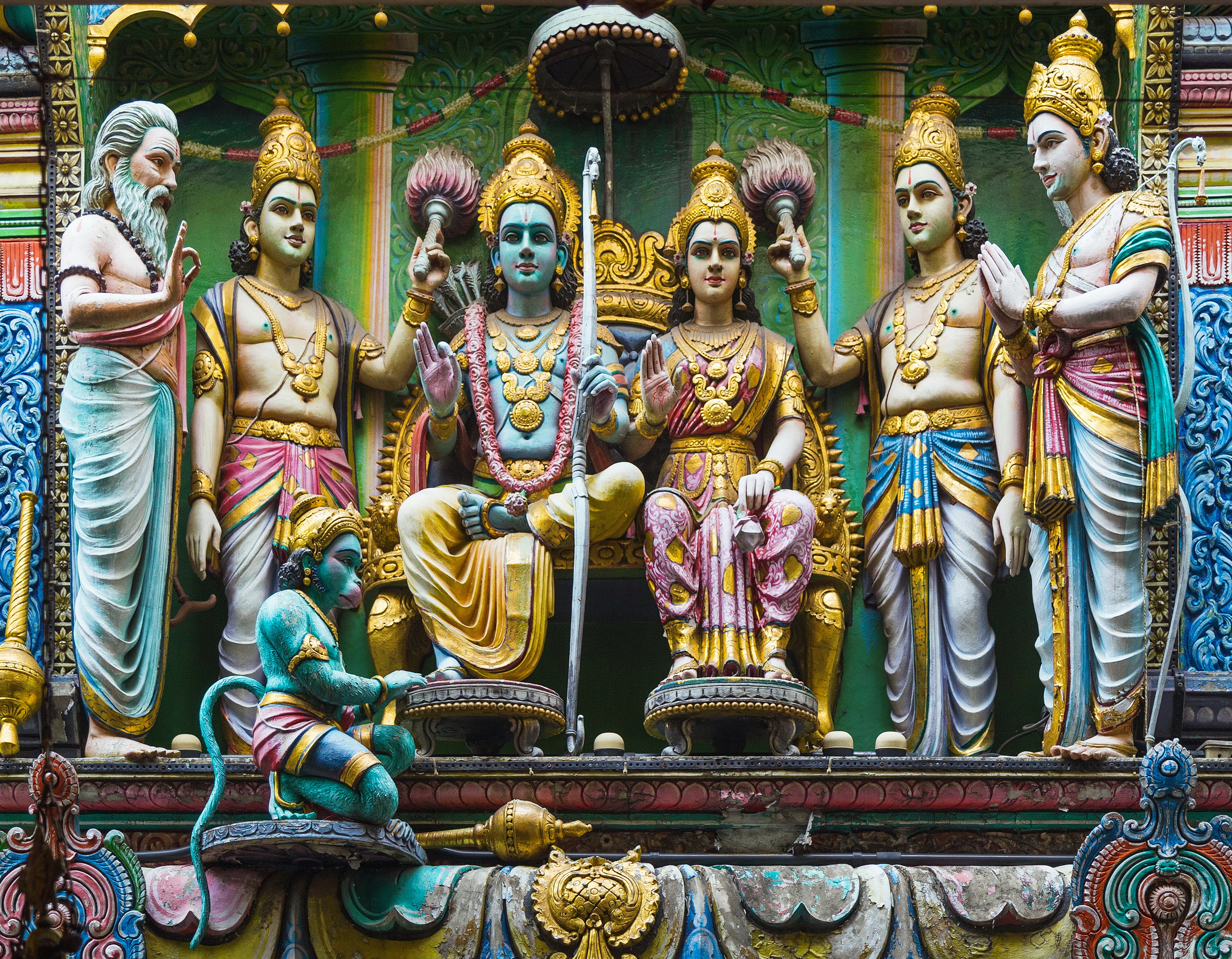
Posągi hinduistyczne w świątyni Sri Krishnan
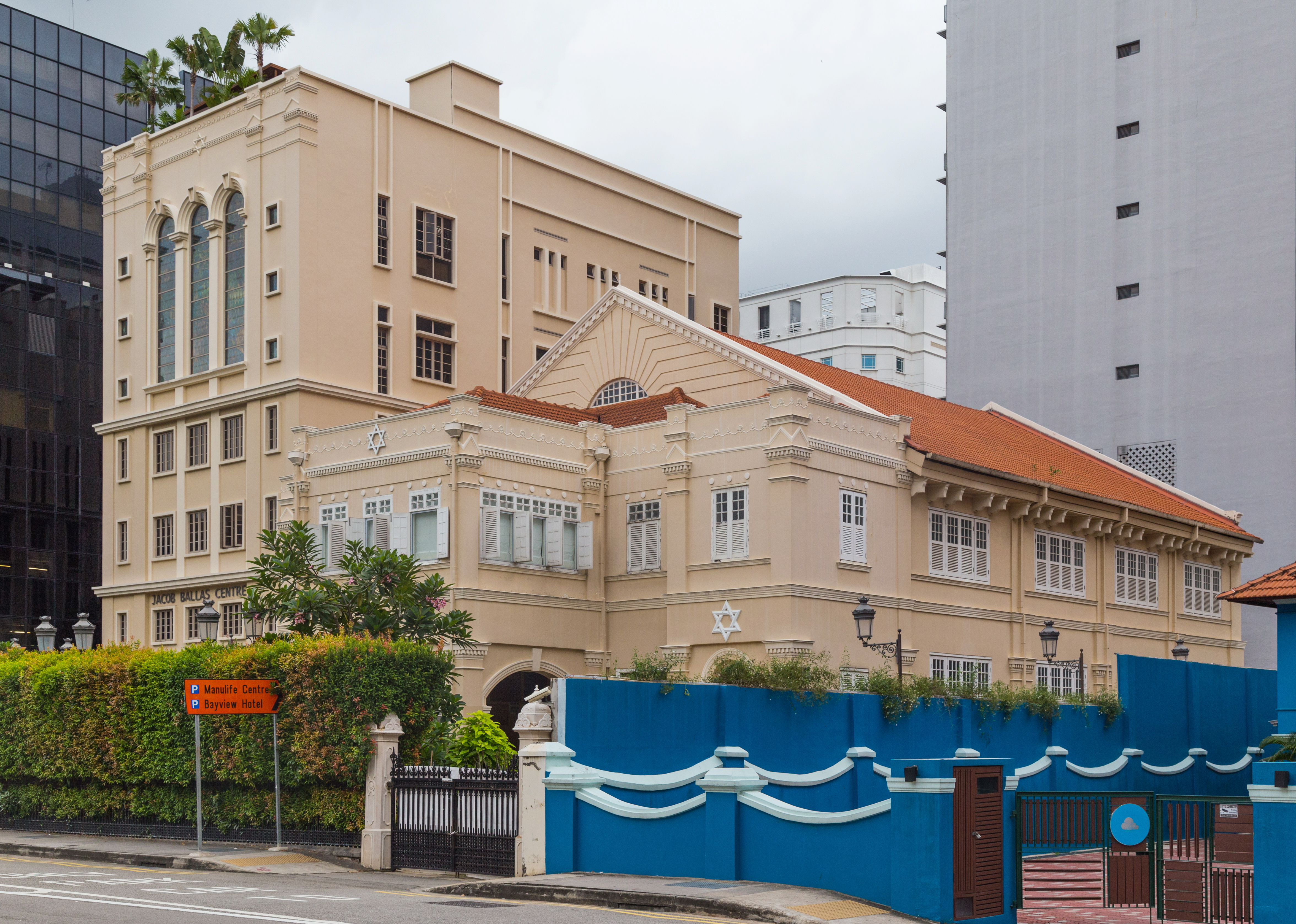
Synagoga Maghain Aboth
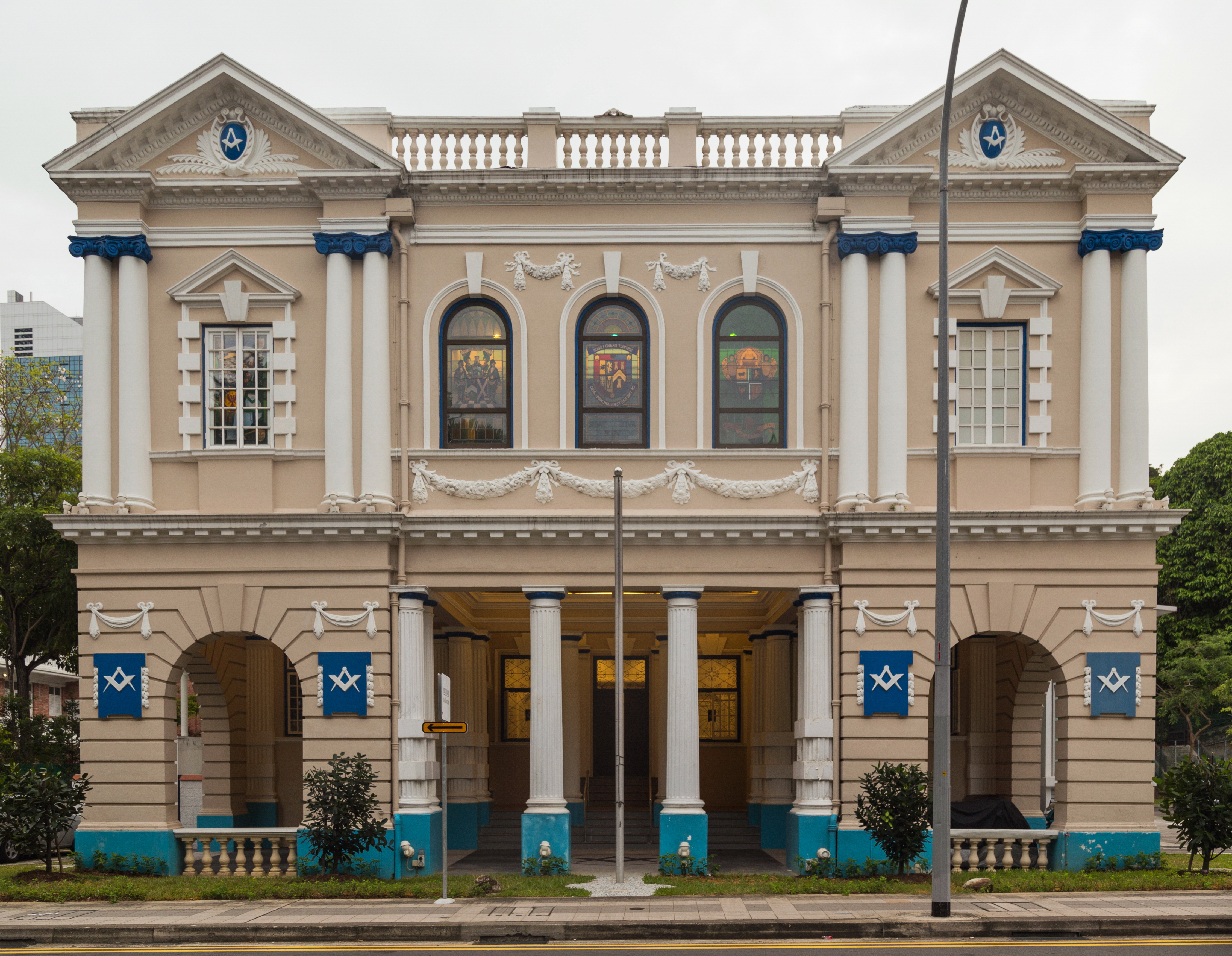
Sala Wolnomularzy
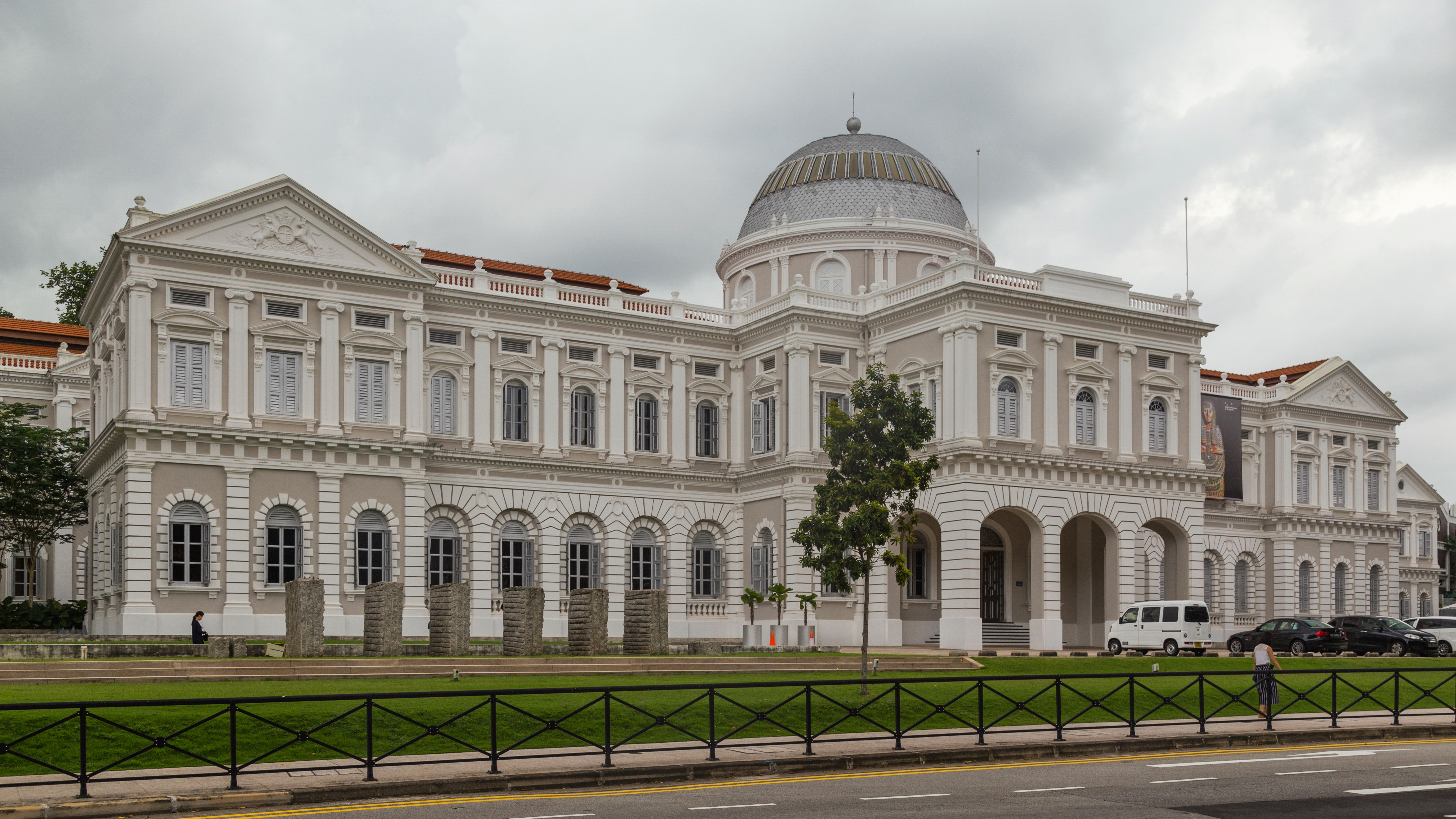
Narodowe Muzeum Singapuru
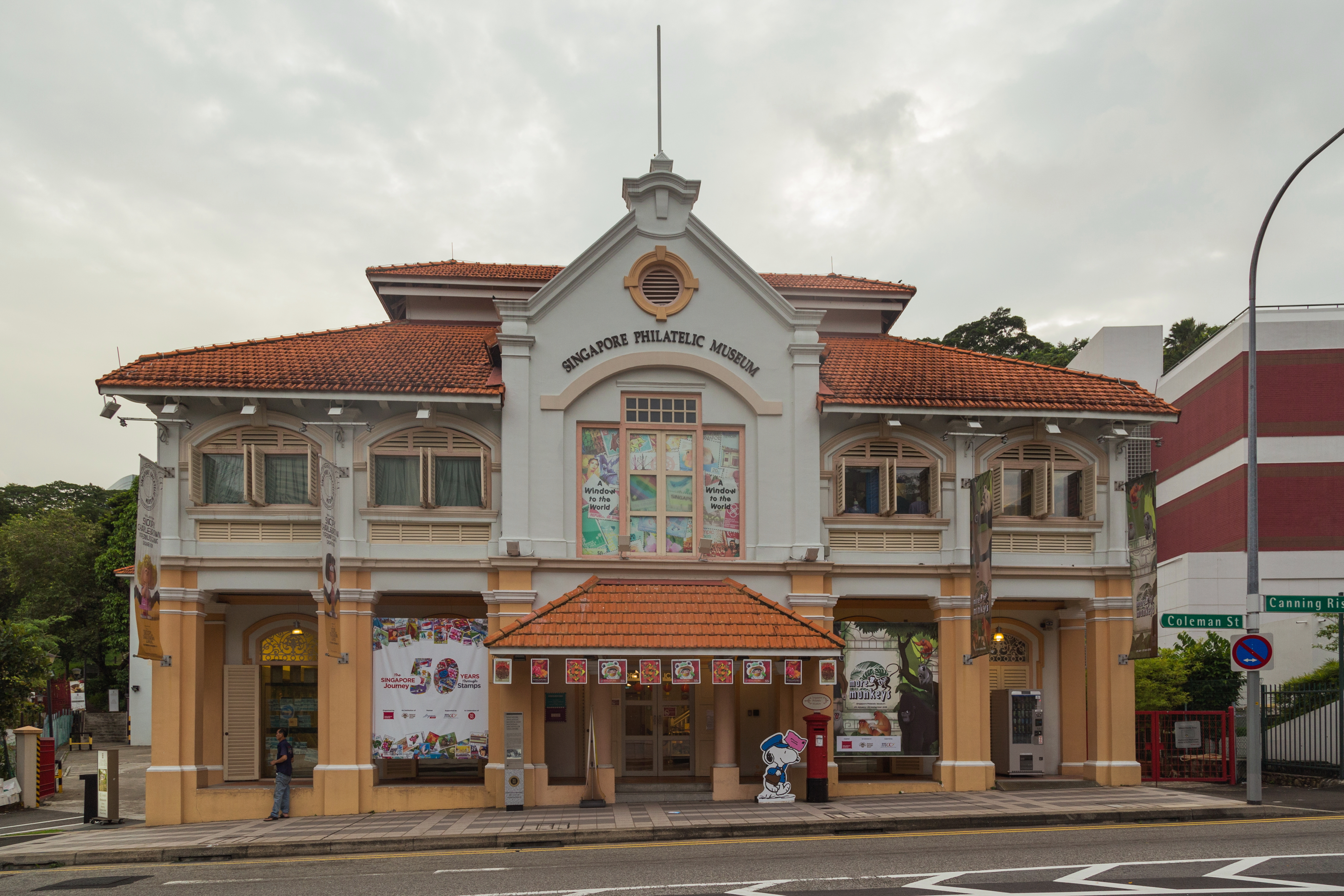
Muzeum Filatelistyczne